# William Howard Taft
William Howard Taft (Cincinnati, 15 de setembro de 1857 – Washington, D.C., 8 de março de 1930) foi um advogado e político norte-americano. Foi o 27.º presidente dos Estados Unidos de 1909 a 1913 e também 10.º juiz-chefe dos Estados Unidos entre 1921 e 1930, a única pessoa na história a ter estado nos dois cargos. Taft foi eleito presidente na eleição de 1908 como o sucessor escolhido de Theodore Roosevelt, porém foi derrotado para reeleição em 1912 por Woodrow Wilson depois de Roosevelt ter saído do Partido Republicano e concorrido como um candidato independente. O presidente Warren G. Harding posteriormente nomeou Taft como juiz-chefe, posição que ocupou até renunciar apenas um mês antes de sua morte.
Taft nasceu dentro de uma família modesta, porém extremamente exigente sobre sucesso. Ele estudou em Yale até 1878, tornando-se em seguida um advogado e depois juiz com menos de trinta anos. Ele continuou com sua rápida ascensão, sendo nomeado advogado-geral e juiz do Tribunal de Apelações. O presidente William McKinley o nomeou em 1901 como governador-geral civil das Filipinas. Taft tornou-se em 1904 o secretário da Guerra de Roosevelt, que pessoalmente o escolheu para ser seu sucessor na presidência. Ele recusou várias ofertas de nomeação para a Suprema Corte dos Estados Unidos, apesar de sua ambição pessoal de tornar-se juiz-chefe, por acreditar que seu trabalho político era mais importante.
Taft enfrentou pouca oposição para garantir a indicação Republicana a presidente em 1908, facilmente derrotando William Jennings Bryan, o candidato do Partido Democrata, na eleição. Na Casa Branca ele focou-se mais na Ásia Oriental do que na Europa e também repetidamente interveio para estabelecer ou remover governos em países latino-americanos. Taft procurou reduzir impostos de comércio, então uma grande fonte de renda governamental, porém o projeto de lei resultante foi muito influenciado por interesses especiais. Seu governo estava cheio de conflitos entre a ala conservadora, da qual Taft frequentemente simpatizava, e a ala progressista, da qual Roosevelt se aproximava cada vez mais. Controvérsias dentro da administração separaram mais os dois homens. O ex-presidente desafiou seu sucessor para renomeação em 1912, porém este usou seu controle do maquinário partidário para ganhar a maioria dos delegados. Roosevelt deixou o partido e Taft ficou com poucas chances de reeleição.
Taft voltou para Yale como professor após deixar a presidência, continuando sua atividade política e trabalhando contra a Primeira Guerra Mundial através da Liga para Reforçar a Paz. Harding o nomeou em 1921 como juiz-chefe. Taft era conservador em questões de negócios, porém durante seu mandato ocorreram avanços nos direitos individuais. Ele renunciou do cargo em fevereiro de 1930 devido problemas de saúde e morreu um mês depois, sendo enterrado no Cemitério Nacional de Arlington. Taft geralmente é avaliado como um presidente mediano em avaliações históricas de ex-presidentes.

## Início de vida

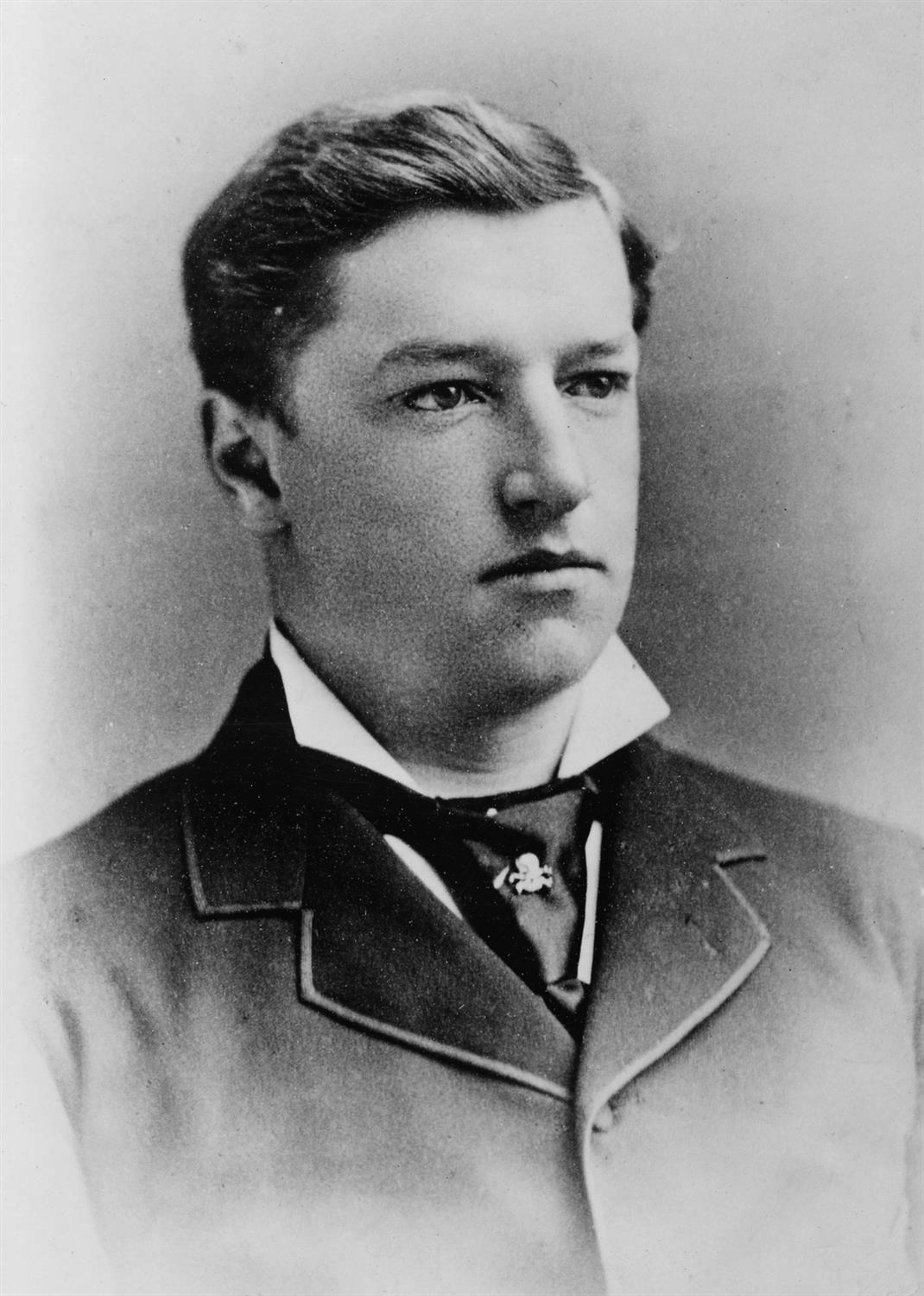
Taft em 1878.

William Howard Taft nasceu em 15 de setembro de 1857 na cidade de Cincinnati, Ohio, o segundo filho entre os seis de Alphonso Taft e sua segunda esposa Louise Torrey. A família Taft não era rica, vivendo em uma casa modesta nos subúrbios do distrito de Mount Auburn. Alphonso trabalhou como juiz, embaixador e no gabinete presidencial de Ulysses S. Grant como secretário da Guerra e procurador-geral.
Taft não era considerado como uma pessoa brilhante quando criança, mas sim como um trabalhador duro; seus pais eram exigentes e incentivavam ele e seus quatro irmãos homens em direção ao sucesso, tolerando nada menos. Taft estudou no Colégio Woodward em Cincinnati. Ele era corpulento e jovial, ficando popular depois de entrar em 1874 na Universidade Yale. Um de seus colegas de classe o descreveu como sendo bem-sucedido através de trabalho duro em vez de ser o mais inteligente, afirmando também que possuía integridade.
Taft formou-se em 1878 como o segundo de uma classe de 121 alunos. Ele cursou a Faculdade de Direito da Universidade de Cincinnati, formando-se em 1880 com um Bacharelado em Direito. Taft trabalhou no jornal The Cincinnati Commercial enquanto ainda estava na universidade. Ele era designado para cobrir tribunais locais e também passava parte de seu tempo estudando direito no escritório de seu pai; ambas as atividades lhe deram conhecimento prático da lei que não era ensinado em aula. Taft foi para a capital estadual Columbus pouco depois de se formar a fim de fazer a prova de admissão na ordem dos advogados, sendo aprovado com facilidade.

## Ascensão política

### Advogado e juiz
Taft dedicou-se em tempo integral ao seu trabalho no Commercial após ser admitido na ordem. Murat Halstead, editor do jornal, estava disposto a aceitá-lo permanentemente com um aumento de salário caso abrisse mão do direito, porém Taft recusou. Foi nomeado em outubro de 1880 como assistente do procurador do Condado de Hamilton, assumindo o trabalho em janeiro seguinte. Ele serviu como assistente durante um ano e participou de vários casos rotineiros. Renunciou em janeiro de 1882 depois do presidente Chester A. Arthur lhe ter nomeado Coletor das Receitas Internas pelo Primeiro Distrito de Ohio, a área ao redor de Cincinnati. Taft recusou-se a demitir empregados competentes que não eram favorecidos politicamente, renunciando em março de 1883 e escrevendo a Arthur que desejava praticar direito em sua cidade natal. Ele fez campanha em 1884 por James G. Blaine, o candidato presidencial do Partido Republicano, que acabou derrotado na eleição por Grover Cleveland, o candidato do Partido Democrata.
Taft, então com 27 anos, foi nomeado em 1887 pelo governador Joseph B. Foraker de Ohio para preencher uma vacância no Tribunal Superior de Cincinnati. A nomeação valia por um ano, depois do qual teria de ser confirmada pelos eleitores; ele procurou a eleição em abril de 1888. Taft foi eleito para um mandato completo de cinco anos. Algumas dúzias de suas opiniões como juiz estadual sobreviveram até hoje, a principal sendo Moores & Cia. v. Sindicato dos Pedreiros No. 1 de 1889, principalmente porque foi depois usada contra ele quando concorreu a presidente em 1908. O caso envolvia pedreiros que se recusavam a trabalhar para qualquer firma que lidava com uma companhia chamada Parker Brothers, contra qual estavam em disputa. Taft julgou que as ações do sindicato equivaliam a um boicote secundário, algo ilegal.
Não é claro quando Taft conheceu Helen Herron (frequentemente chamada de Nellie), porém não foi depois de 1880, quando ela menciona em seu diário ter recebido dele um convite para uma festa. Os dois estavam se encontrando regularmente por volta de 1884 e no ano seguinte, depois de uma rejeição inicial, ela aceitou em se casar. O casamento ocorreu na casa dos Herron em 19 de junho de 1886. Taft permaneceu dedicado à esposa durante seus quase 44 anos de casados. Nellie incentivava o marido tanto quanto os pais deste, sendo muito franca com suas críticas. O casal teve três filhos: Robert, Helen e Charles.

### Advogado-geral
Uma vacância na Suprema Corte dos Estados Unidos se abriu em 1889 e Foraker sugeriu que presidente Benjamin Harrison nomeasse Taft para a posição. Ele tinha 32 anos e seu objetivo profissional sempre foi ocupar um lugar na Suprema Corte. Taft ativamente foi atrás da nomeação, escrevendo ao governador para que fizesse seu caso, enquanto ao mesmo tempo afirmava a outros que seria improvável que conseguisse o trabalho. Em vez disso, Harrison o nomeou em 1890 como advogado-geral dos Estados Unidos. Taft chegou em Washington, D.C. em fevereiro, descobrindo que o trabalho estava acumulado porque o cargo estava vago há dois meses. Ele trabalhou para eliminar os atrasos enquanto simultaneamente estudava direito federal e procedimentos, já que não havia precisado deles como juiz estadual de Ohio.
O senador William M. Evarts de Nova Iorque, ex-secretário de Estado no governo de Rutherford B. Hayes, tinha sido um colega de classe de Alphonso Taft em Yale. Evarts pediu para ver o filho de seu antigo amigo assim que Taft assumisse o cargo, com este e sua esposa sendo apresentados para a vida social de Washington. Nellie era ambiciosa tanto para seu marido quanto para si mesma, ficando irritada que as pessoas com que Taft socializava eram principalmente juízes da Suprema Corte em vez das principais figuras da sociedade da capital como Theodore Roosevelt, John Hay, Henry Cabot Lodge e suas respectivas esposas.
Apesar de Taft ter sido bem-sucedido como advogado-geral, vencendo quinze dos dezoito casos que defendeu diante da Suprema Corte, ele ficou feliz em março de 1891 quando o Congresso dos Estados Unidos criou uma nova vaga de juiz para cada Tribunal de Apelações do país e Harrison lhe nomeou para o Sexto Circuito, sediado em Cincinnati. Taft renunciou do cargo de advogado-geral em março de 1892 e voltou para sua carreira judiciária.

### Juiz federal
A nomeação de Taft como juiz federal era vitalícia e uma que possivelmente poderia abrir o caminho até uma posição na Suprema Corte. Seu meio-irmão mais velho. Charles P. Taft, era bem-sucedido nos negócios, suplementando o salário governamental de Taft e permitindo que a família vivesse em conforto. Seus deveres envolviam ouvir julgamentos no circuito, que incluíam os estados de Ohio, Michigan, Kentucky e Tennessee, e participar do julgamento de recursos junto com os outros juízes do Sexto Circuito e também com John Marshall Harlan, juiz associado de Justiça da Suprema Corte e também um juiz do circuito.
De acordo com o historiador Louis L. Gould, "apesar de Taft compartilhar os temores que dominavam a classe média durante os anos 1880 sobre agitações sociais, ele não era tão conservador quanto seus críticos acreditavam. Ele apoiava o direito dos trabalhadores de se organizarem e fazerem greve, e julgou contra empregadores em vários casos de negligência". Dentre estes estava Voight v. Cia. Ferroviária do Sudoeste de Baltimore & Ohio. A decisão de Taft por um trabalhador ferido em um acidente ferroviário violava a doutrina contemporânea da liberdade de contrato, sendo entretanto depois revertida pela Suprema Corte. Por outro lado, sua decisão em Estados Unidos v. Cia. Addyston de Canos e Metais foi mantida unanimemente pela Supremo. Sua opinião, de que os fabricantes de canos haviam violado a Lei Sherman Antitruste, foi descrita pelo seu biógrafo Henry F. Pringle como tendo "revivido definitivamente e especialmente" aquela legislação.
Taft tornou-se em 1896 decano e professor de sua alma mater a Faculdade de Direito de Cincinnati, um posto que requeria que preparasse e administrasse duas aulas de uma hora de duração toda semana. Ele dedicou-se à sua faculdade de direito e era profundamente comprometido com a educação legal, introduzindo caso gramatical ao currículo. Taft não podia se envolver com política por ser um juiz federal, porém a acompanhava de perto e permaneceu um apoiador Republicano. Ele assistiu em descrença enquanto a campanha presidencial do governador William McKinley de Ohio desenvolvia-se em 1894 e 1895, escrevendo "Eu não consigo encontrar em Washington alguém que quer ele". Taft percebeu em março de 1896 que McKinley provavelmente seria o candidato Republicano, dando seu tépido apoio. Ele passou a apoiar McKinley totalmente em julho depois do ex-deputado William Jennings Bryan de Nebraska carimbar a Convenção Nacional Democrata com um discurso contra o padrão-ouro. Bryan, tanto no discurso quanto em sua campanha, defendia fortemente padrão-prata, uma política que Taft via como radicalismo econômico. Ele temia que as pessoas iriam acumular e esconder ouro em uma antecipação à uma possível vitória de Bryan, porém não tinha nada que pudesse fazer além de se preocupar. McKinley acabou vencendo a eleição de 1896; uma vacância na Suprema Corte se abriu em 1898 e o presidente nomeou Joseph McKenna, a única nomeação para tal de sua presidência.

### Filipinas
Taft foi chamado a Washington em janeiro de 1900 a fim de encontrar-se com McKinley. Ele esperava que uma nomeação para a Suprema Corte estaria por vir, porém em vez disso o presidente o colocou em uma comissão para organizar um governo civil para as Filipinas. A nomeação requeria que Taft renunciasse de sua posição de juiz; McKinley lhe garantiu que, caso cumprisse sua tarefa, ele o nomearia para a próxima vacância na Suprema Corte. Taft aceitou sob a condição de que seria o chefe da comissão, assumindo responsabilidade por seu sucesso ou fracasso; o presidente concordou e Taft partiu para as ilhas em abril.

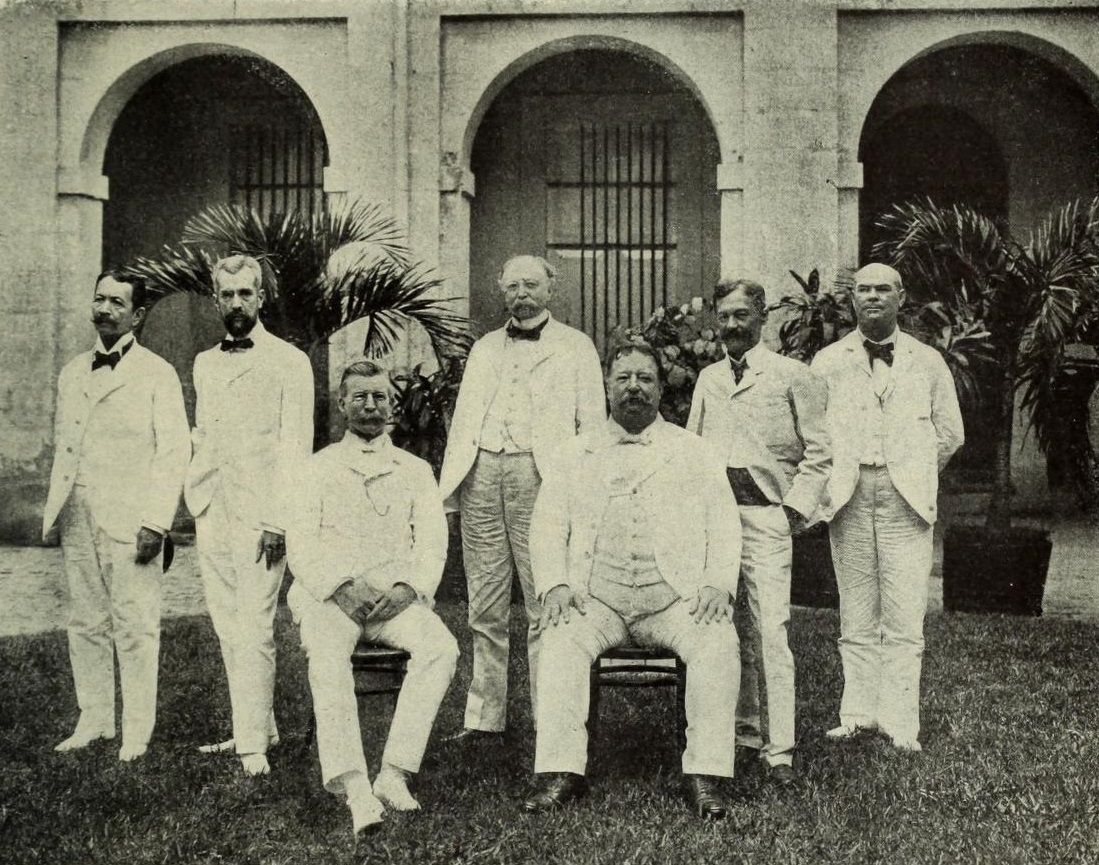
Taft (sentado, à direita) junto com os outros membros da Comissão das Filipinas.

A tomada norte-americana fez com que a Revolução Filipina se tornasse parte da Guerra Filipino-Americana, em que os filipinos estavam lutando por sua independência, porém as forças dos Estados Unidos lideradas pelo general Arthur MacArthur Jr. estavam em vantagem por volta de 1900. MacArthur achava que a comissão era um incômodo e que a missão desta era uma tentativa quixotesca de impor autogoverno em um povo despreparado. O general foi forçado a a cooperar pois McKinley havia dado o controle do orçamento militar das ilhas à comissão. Esta assumiu seus poderes executivos em 1 de setembro de 1900, com Taft tornando-se governador-geral civil em 4 de julho de 1901. MacArthur, até então também o governador militar, foi substituído pelo general Adna Chaffee, que foi designado apenas como comandante das forças norte-americanas.
Taft procurou fazer dos filipinos seus parceiros políticos em um projeto que no futuro poderia levar a seu autogoverno; ele via a independência das Filipinas como algo muito distante. Muitos norte-americanos nas Filipinas viam os nativos como racialmente inferiores, porém Taft escreveu pouco depois de sua chegada que "nos propomos a banir essa ideia de suas cabeças". Ele não impunha segregação racial em eventos oficiais e tratava os filipinos como iguais socialmente. Nellie afirmou que "nem política nem raça deve de alguma maneira influenciar nossa hospitalidade".
McKinley foi assassinado em setembro de 1901 e foi sucedido por Theodore Roosevelt. Taft e Roosevelt haviam ficado amigos por volta de 1890 enquanto o primeiro era Advogado-geral e o segundo um membro da Comissão do Serviço Civil. Taft tinha pedido a McKinley para nomear Roosevelt como Secretário Assistente da Marinha, observando enquanto este tornou-se um herói de guerra, Governador de Nova Iorque e depois Vice-presidente dos Estados Unidos. Os dois encontraram-se novamente em janeiro de 1902 quando Taft foi para Washington a fim de recuperar-se de duas operações causadas por uma infecção. Lá, Taft testemunhou diante de um comitê do Senado sobre as Filipinas. Ele queria que fazendeiros filipinos tivessem participação no novo governo através da posse de terras, porém boa parte das terras aráveis eram mantidas por ordens religiosas católicas formadas principalmente por padres espanhóis, que frequentemente eram ressentidos pelo povo local. Roosevelt enviou Taft até Roma com o objetivo de negociar com o papa Leão XIII para comprar as terras e arranjar a retirada dos padres espanhóis, com norte-americanos os substituindo e treinando os locais como clérigos. Ele não foi bem sucedido na resolução dessas questões, porém um acordo foi alcançado em 1903.
Taft ouviu de Roosevelt no final de 1902 que um acento na Suprema Corte logo estaria vago por causa da renúncia do associado de justiça George Shiras Jr., com o presidente querendo que Taft assumisse o lugar. Este recusou a posição, mesmo sendo seu objetivo profissional, por achar que seu trabalho como governador-geral ainda não estava completo. Um dos motivos pela ação de Roosevelt era neutralizar um rival em potencial pela presidência: o sucesso de Taft nas Filipinas não tinha passado desapercebido pela imprensa norte-americana. No ano seguinte o presidente pediu para Taft tonar-se o novo Secretário da Guerra. Como o Departamento da Guerra era responsável pelas Filipinas, ele permaneceria responsável pelas ilhas, com o então secretário Elihu Root estando disposto a adiar sua partida do cargo até 1904 a fim de permitir que Taft finalizasse seus trabalhos em Manila. Este consultou com sua família e aceitou, partindo para os Estados Unidos em dezembro de 1903.

### Secretário da Guerra
Taft assumiu o cargo de secretário da Guerra em fevereiro de 1904, porém não foi requerido que ele passasse muito tempo administrando o exército, algo que o presidente estava feliz em fazer ele mesmo – Roosevelt queria que Taft atuasse como troubleshooter em situações difíceis e conselheiro jurídico, além de que fosse capaz de realizar discursos de campanha em sua tentativa de eleição em 1904. Taft defendeu o histórico de Roosevelt nesses discursos e escreveu sobre os esforços bem-sucedidos mas exaustantes do presidente para conquistar a eleição: "Eu não concorreria a presidente se você garantir o cargo. É terrível ter medo da sombra de alguém".

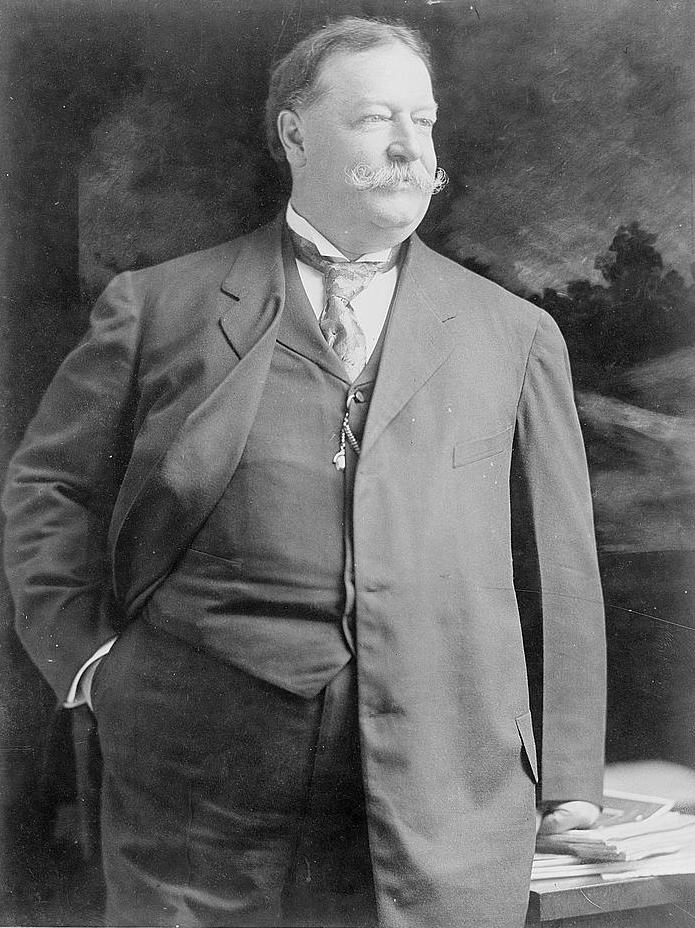
Taft c. 1907.

Taft aceitou entre 1905 e 1907 de que provavelmente seria o próximo candidato Republicano à presidência, porém não fez planos para realmente fazer campanha para tal. O associado de justiça Henry Billings Brown renunciou em 1905, porém Taft não aceitou o lugar mesmo Roosevelt o tendo oferecido, também recusando outra vacância que se abriu no ano seguinte. Edith Roosevelt, a Primeira-dama, não gostava da proximidade cada vez maior dos dois homens, achando que ambos eram muito parecidos e que seu marido não ganhava muito com conselhos vindos de alguém que raramente o contradizia.
Por outro lado, Taft desejava ser Juiz-Chefe e manteve-se atento sobre a saúde do então incumbente Melville Fuller, que estava com 75 anos em 1908. Taft acreditava que Fuller viveria ainda por muitos anos. Roosevelt indicou que provavelmente nomearia Taft para a posição se a oportunidade aparecesse, porém alguns consideravam Philander C. Knox, o então Procurador-geral dos Estados Unidos, como um candidato melhor. De qualquer forma, Fuller continuou como Juiz-Chefe durante toda a presidência de Roosevelt.
Os Estados Unidos tinham conseguido adquirir os direitos de construção de um canal no Istmo do Panamá através do Tratado Hay-Bunau-Varilla em 1903 durante a separação do Panamá da Colômbia. A legislação autorizando a construção não especificava que departamento do governo seria o responsável, com Roosevelt assim designando o Departamento da Guerra. Taft foi para o Panamá em 1904, conhecendo o local do canal e encontrando-se com oficiais panamenhos. A Comissão do Canal Ístmico teve problemas em manter um engenheiro chefe, com Taft recomendando em 1907 o engenheiro militar George Washington Goethals depois da renuncia de John D. Stevens. O projeto prosseguiu tranquilamente sob Goethals.
Outra colônia tomada da Espanha em 1898 na Guerra Hispano-Americana foi Cuba, porém já que a liberdade desta havia sido um dos grandes motivos da guerra, ela não foi anexada pelos Estados Unidos, mas em vez disso recebeu sua independência em 1902 após um período de ocupação. Seguiram-se fraudes eleitorais e corrupção, assim como conflitos entre facções. O presidente Tomás Estrada Palma pediu uma intervenção norte-americana. Taft viajou até o país com uma pequena força militar e, sob os termos do Tratado Cubano-Norte-Americano de 1903, declarou-se em 29 de setembro de 1906 como o governador provisório de Cuba, posto que manteve por duas semanas até ser sucedido por Charles Edward Magoon. Taft tentou persuadir os cubanos durante esse tempo que os Estados Unidos tinham a intenção de estabilidade, não ocupação.
Taft permaneceu envolvido em assuntos das Filipinas. Ele defendeu durante a campanha de Roosevelt em 1904 que produtos agrícolas filipinos deveriam ser aceitos nos Estados Unidos sem impostos. Isto fez com que produtores norte-americanos de açúcar e tabaco reclamassem com o presidente, que repreendeu seu Secretário da Guerra. Taft não estava disposto a mudar sua posição e ameaçou renunciar, com Roosevelt rapidamente abandonando o assunto. Taft voltou para as ilhas em 1905 liderando uma delegação de congressistas, retornando novamente em 1907 a fim de abrir a primeira Assembleia Filipina.
Ele também foi para o Japão em suas duas viagens às Filipinas como secretário da Guerra, encontrando com vários oficiais do governo. O encontro de julho de 1905 ocorreu um mês antes da conferência que encerraria a Guerra Russo-Japonesa através do Tratado de Portsmouth. Taft encontrou-se com o primeiro-ministro japonês Katsura Tarō. Depois do encontro os dois assinaram um memorando, com o Japão indicando que não tinha desejos de invadir as Filipinas enquanto os Estados Unidos não se opondo ao controle japonês da Coreia. Houve preocupações nos Estados Unidos sobre o número de trabalhadores japoneses imigrando para a Costa Oeste, com o ministro do exterior Hayashi Tadasu informalmente concordando em setembro de 1907 em emitir menos passaportes.

## Eleição de 1908

### Indicação

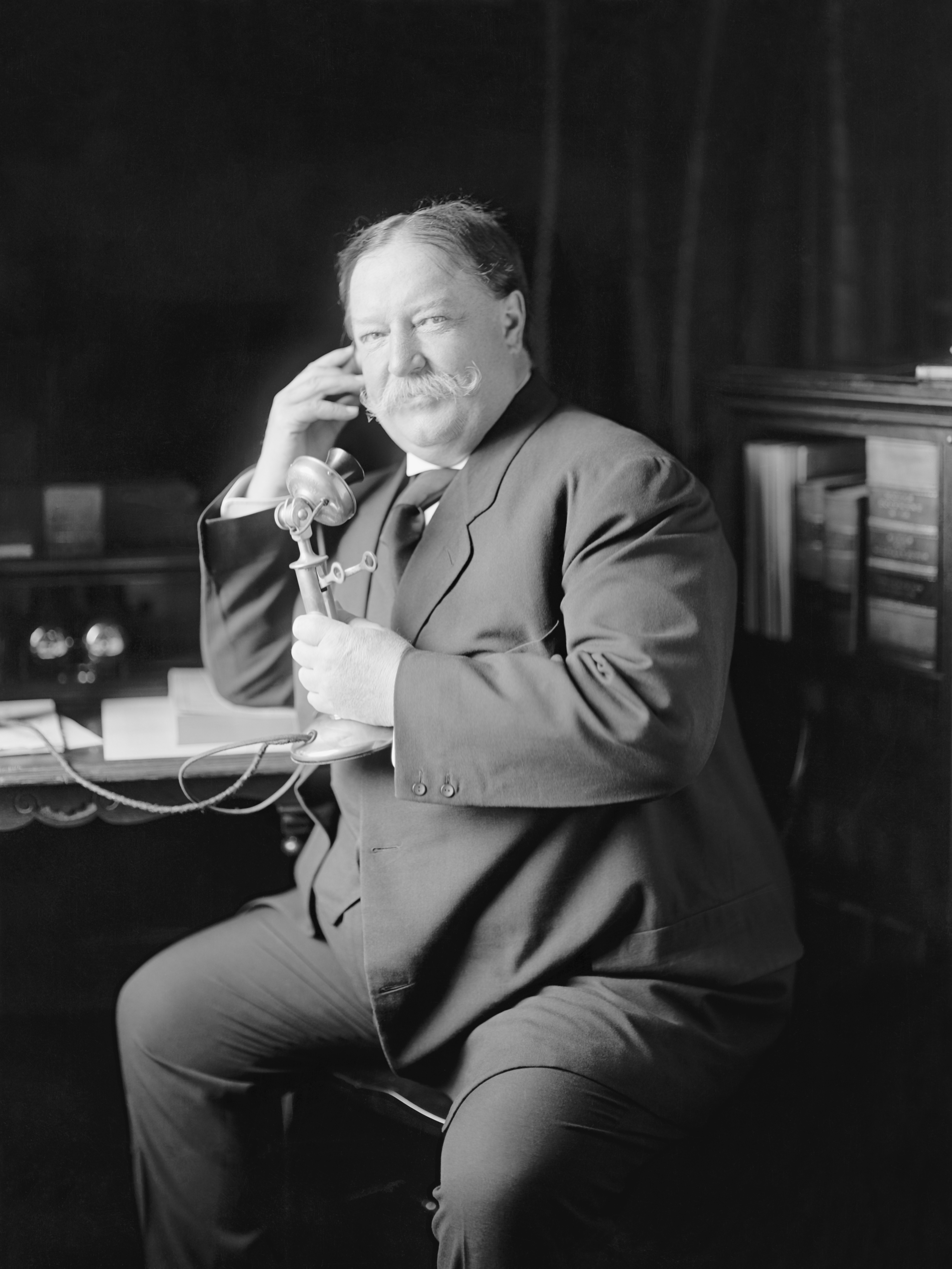
Uma de uma série de fotografias conhecidas como Evolução de um Sorriso, tirada de pouco depois de uma sessão formal, enquanto Taft descobre por um telefonema de Roosevelt sobre sua indicação para presidente.

Roosevelt serviu por quase três anos e meio do mandato de McKinley. Ele declarou publicamente na noite de sua própria eleição em 1904 que não concorreria para reeleição em 1908, uma promessa que ele rapidamente se arrependeu. Mesmo assim ele sentiu-se preso à sua palavra. Roosevelt acreditava que Taft era seu sucessor lógico, apesar do Secretário da Guerra inicialmente estar relutante em concorrer. O presidente usou seu controle do maquinário político do partido a fim de auxiliar seu herdeiro aparente. Nomeações políticas foram obrigadas a apoiar Taft ou permanecerem em silêncio sob o risco de perderem seus empregos.
Vários políticos Republicanos, como George B. Cortelyou, o Secretário do Tesouro, sondaram o clima para ver se poderiam concorrer mas acabaram decidindo ficar fora da disputa. O governador Charles Evans Hughes de Nova Iorque concorreu, porém quando realizou um grande discurso sobre políticas, Roosevelt enviou no mesmo dia ao Congresso uma mensagem especial avisando em termos fortes contra corrupção corporativa. A resultante cobertura da mensagem presidencial jogou Hughes para as últimas páginas dos jornais. Roosevelt também relutantemente dissuadiu repetidas tentativas de lhe fazerem concorrer para mais um mandato.
Frank Harris Hitchcock, o Diretor-geral Assistente dos Correiros, renunciou em fevereiro de 1908 a fim de liderar o esforços de campanha de Taft. Este fez uma viagem de discursos começando em abril, indo para o oeste até Omaha, Nebraska, antes de ser convocado para retornar ao Panamá e endireitar uma eleição contestada. A Convenção Nacional Republicana foi realizada em junho na cidade de Chicago, Illinois, onde não houve nenhuma oposição séria contra e ele foi indicado logo na primeira votação. Mesmo assim Taft não teve tudo da forma que queria: ele desejava que seu running mate fosse um progressista do Centro-Oeste como o senador Jonathan P. Dolliver de Iowa, porém em vez disso a convenção indicou o deputado James S. Sherman de Nova Iorque, um conservador, como vice-presidente. Taft renunciou em 30 de junho como Secretário da Guerra para poder dedicar-se em tempo integral à campanha.

### Campanha
O oponente Democrata de Taft na eleição foi Bryan, indicado para concorrer pela terceira vez em quatro eleições presidenciais. Como muitas das reformas de Roosevelt tinham suas raízes em propostas originalmente realizadas por Bryan, os Democratas chegaram a afirmar que ele era na verdade o herdeiro do manto de Roosevelt. Contribuições corporativas para campanhas eleitorais haviam sido proibidas pelo Decreto Tillman de 1907, com Bryan propondo que contribuições vindas de oficiais e diretores de companhias fossem similarmente banidas ou pelo menos reveladas publicamente quando feitas. Taft estava disposto a apenas revelar contribuições ao final dos ciclos eleitorais, tentando assim garantir que oficiais e diretores de corporações litigando com o governo federal não estavam dentre seus contribuidores.

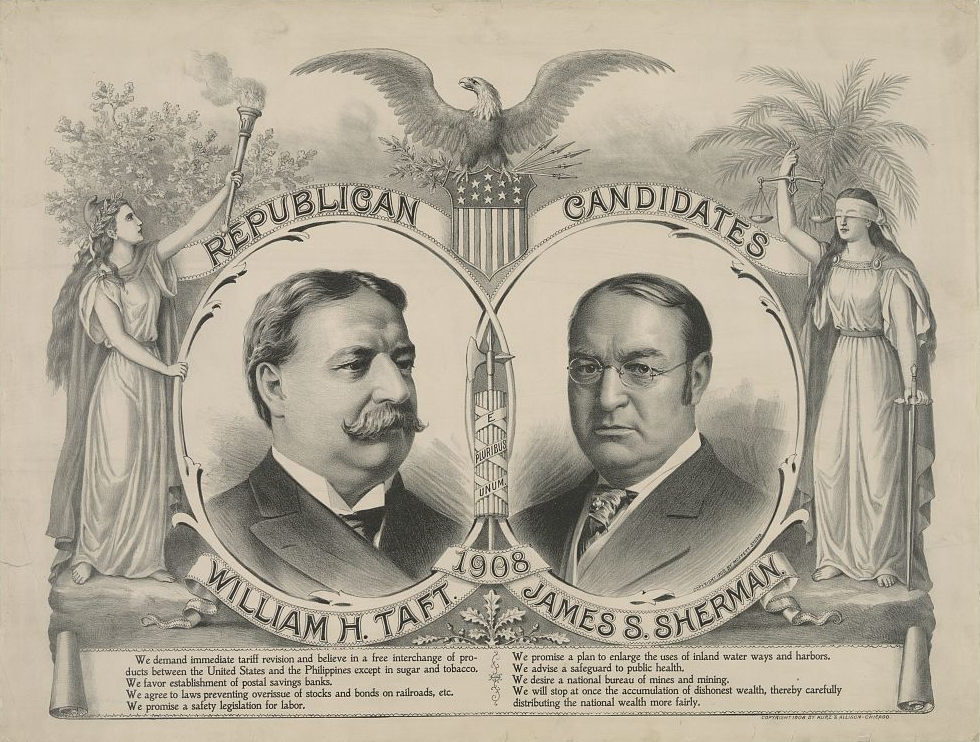
Pôster eleitoral da chapa Taft e Sherman.

Taft começou a campanha com o pé errado, alimentando os argumentos daqueles que diziam que ele não era senhor de si mesmo ao viajar para a casa de Roosevelt em Sagamore Hill a fim de receber conselhos sobre seu discurso de aceitação, dizendo que precisava do "julgamento e críticas do Presidente". Taft apoiava a maioria das políticas de Roosevelt. Ele defendia que os trabalhadores tinham o direito de organizarem-se, mas não de boicotar, e que as corporações e os ricos deveriam obedecer as leis. Bryan queria que as ferrovias fossem propriedades do governo, porém Taft preferia que permanecessem no setor privado e com suas taxas máximas sendo estabelecidas pela Comissão de Comércio Interestadual, sujeita a controle judicial. Ele atribuiu a recente recessão do Pânico de 1907 à especulação de ações e outros abusos, sentindo que uma reforma monetária era necessária para flexibilizar as respostas do governo em tempos econômicos ruins, que legislações específicas sobre trustes eram necessárias a fim de suplementar a Lei Sherman Antitruste e que a constituição deveria ser emendada para permitir imposto de renda, desta forma anulando decisões da Suprema Corte que cortavam tal imposto. O grande uso do poder executivo por parte de Roosevelt fora alvo de críticas; Taft propôs continuar suas políticas, mas colocá-las sobre fundamentos legais por meio da aprovação de legislações.
Taft decepcionou muitos progressistas ao escolher Hitchcock como presidente do Comitê Nacional Republicano, deixando-o encarregado da campanha. Hitchcock foi rápido em trazer homens que eram próximos de grandes negócios. Taft tirou férias em agosto em Hot Springs, Virgínia, onde irritou conselheiros políticos ao gastar seu tempo com golfe em vez de estratégias. Roosevelt, depois de ver em um jornal uma foto de Taft jogando golfe, aconselhou seu sucessor contra tirar tais tipos de fotografias.
Roosevelt estava frustrado por sua relativa falta de ação e assim despejou conselhos em cima de Taft, achando que o eleitorado não iria gostar das qualidades de seu candidato escolhido e que Bryan no final emergiria como o vencedor. Os apoiadores do presidente espalharam rumores falsos de que era Roosevelt quem realmente estava comandando a campanha. Isto muito irritou Nellie, que nunca confiou totalmente nos Roosevelt. Mesmo assim, o presidente apoiou o candidato Republicano com tanto entusiasmo que humoristas sugeriram que "TAFT" era uma sigla que significava "Take advice from Theodore" ("Tome conselhos de Theodore").

Resultados eleitorais de 1908.

Bryan pedia um sistema de garantias bancárias para que depositantes pudessem ser ressarcidos se os bancos falissem, porém Taft era contra e em vez disso ofereceu um sistema de poupança postal. A questão da proibição do álcool entrou na campanha em setembro quando Carrie Nation exigiu saber de Taft sobre sua posição. Roosevelt e Taft haviam concordado que a plataforma do partido não assumiria uma posição sobre a questão, algo que deixou Nation indignada e a fez atacar Taft como alguém sem religião e contra a temperança. O candidato, seguindo o conselho do presidente, ignorou o assunto.
A eleição ocorreu no dia 3 de novembro e Taft acabou ganhando a disputa por uma margem confortável, derrotando Bryan por 321 votos eleitorais contra 162. Entretanto, ele recebeu apenas 51,6% do voto popular. Nellie afirmou sobre a campanha que "Não houve nada para se criticar, exceto o não saber ou se importar dele sobre o modo como o jogo da política é jogado". Irwin H. Hoover, arrumador de longa data da Casa Branca, comentou que Taft visitava Roosevelt frequentemente durante a época da campanha, porém raramente apareceu entre o período da eleição e o dia de sua posse no ano seguinte.

## Presidência

### Posse e gabinete

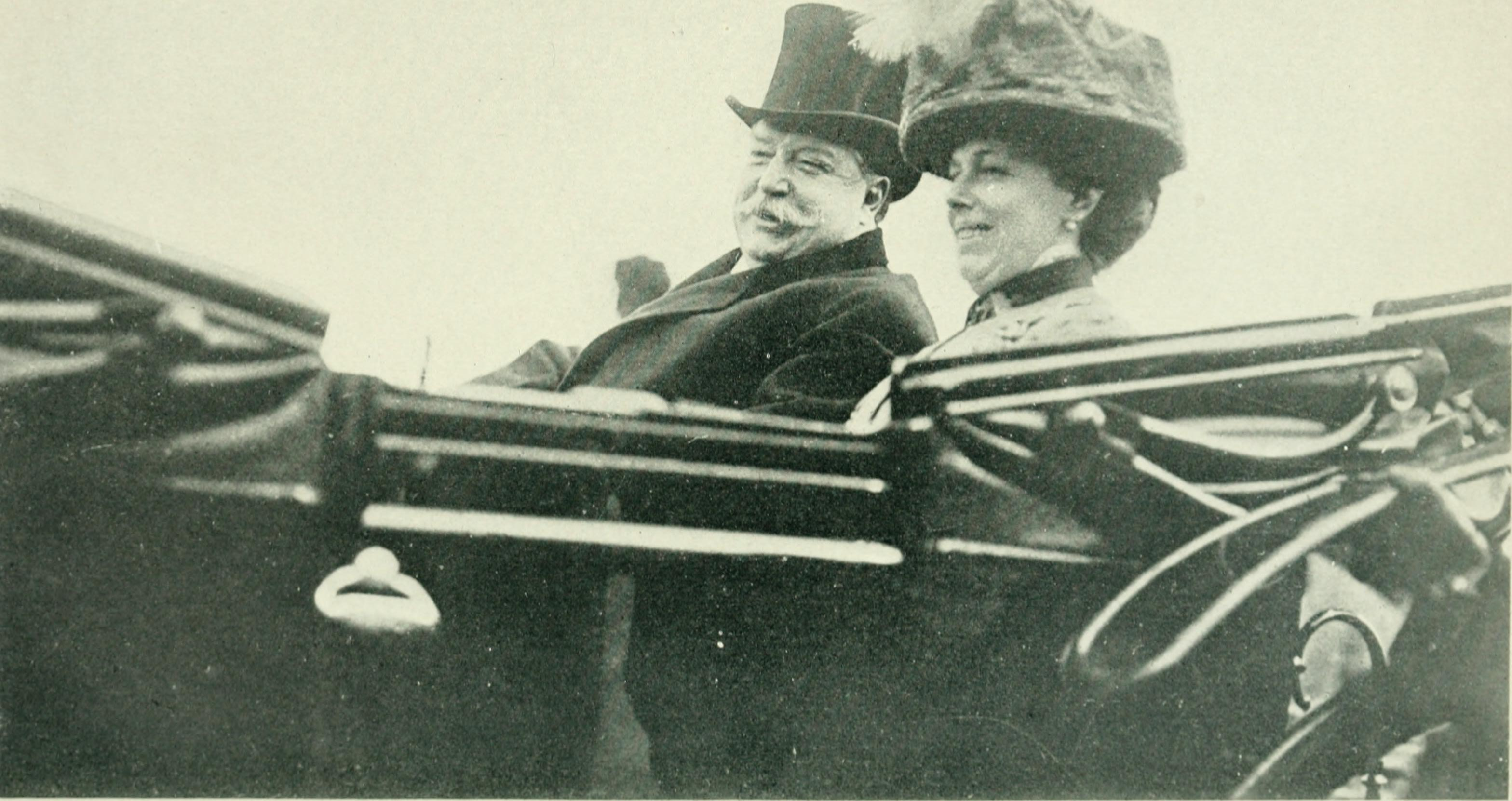
Taft e Nellie durante o desfile inaugural após a cerimônia de posse, 4 de março de 1909.

Taft foi empossado presidente em 4 de março de 1909. Ele fez seu juramento dentro do Senado em vez de no lado de fora do Capitólio porque uma nevasca havia coberto Washington de gelo. O novo presidente afirmou em seu discurso que estava honrado em ter sido "um dos conselheiros de meu distinto predecessor" e de ter feito parte "das reformas que ele iniciou. Eu seria falso comigo mesmo, às minhas promessas e às declarações da plataforma do partido em que fui eleito se eu não fizer uma das mais importantes características de meu governo a manutenção e aplicação dessas reformas". Ele jurou fazer dessas reformas coisas duradouras, garantindo que empreendedores honestos não sofreriam de incerteza devido mudanças de políticas. Taft falou sobre uma redução da Tarifa Dingley de 1897, uma reforma antitruste e o contínuo progresso das Filipinas em direção do autogoverno. Roosevelt deixou o cargo arrependendo-se que chegara ao fim seu mandato em uma posição que tanto gostava, arranjando uma viagem de um ano pela África a fim de ficar longe do caminho de seu sucessor.
Taft e Roosevelt discutiram pouco depois da Convenção Nacional Republicana sobre quais membros do gabinete deveriam permanecer. Taft manteve apenas James Wilson como seu Secretário da Agricultura, enquanto George von Lengerke Meyer passou de Diretor-geral dos Correios para Secretário da Marinha, e Philander C. Knox foi para a posição de Secretário de Estado após ter servido como Procurador-geral sob McKinley e Roosevelt.
Taft não tinha a mesma boa relação que Roosevelt gozava com a imprensa, escolhendo não se dispor para entrevistas e oportunidades de fotos com tanta frequência quanto seu predecessor. Sua administração marcou uma mudança de estilo entre a liderança carismática de Roosevelt e sua paixão discreta pela lei.
| Gabinete de Taft                  |                           |           |
| Cargo                             | Nome                      | Mandato   |
|                                   |                           |           |
| Presidente                        | William Howard Taft       | 1909–1913 |
| Vice-Presidente                   | James S. Sherman          | 1909–1912 |
|                                   | Ninguém                   | 1912–1913 |
|                                   |                           |           |
| Secretário de Estado              | Philander C. Knox         | 1909–1913 |
|                                   |                           |           |
| Secretário do Tesouro             | Franklin MacVeagh         | 1909–1913 |
|                                   |                           |           |
| Secretário da Guerra              | Jacob M. Dickinson        | 1909–1911 |
|                                   | Henry L. Stimson          | 1911–1913 |
|                                   |                           |           |
| Procurador-Geral                  | George W. Wickersham      | 1909–1913 |
|                                   |                           |           |
| Diretor-Geral dos Correiros       | Frank Harris Hitchcock    | 1909–1913 |
|                                   |                           |           |
| Secretário da Marinha             | George von Lengerke Meyer | 1909–1913 |
|                                   |                           |           |
| Secretário do Interior            | Richard A. Ballinger      | 1909–1911 |
|                                   | Walter L. Fisher          | 1911–1913 |
|                                   |                           |           |
| Secretário da Agricultura         | James Wilson              | 1909–1913 |
|                                   |                           |           |
| Secretário do Comércio e Trabalho | Charles Nagel             | 1909–1913 |

### Política externa

#### Organização
Taft fez da reestruturação do Departamento de Estado uma de suas prioridades, comentando que ele "É organizado na base das necessidades de governo em 1800 em vez de 1900". O departamento foi organizado pela primeira vez em divisões geográficas, incluindo escritórios para o Extremo Oriente, América Latina e Europa Ocidental. O primeiro programa de treinamento em serviço do departamento foi estabelecido e os nomeados passavam um mês em Washington antes de irem para seus postos. Taft e Knox tinham um relacionamento forte e o presidente ouvia os conselhos do secretário em questões internas e externas. De acordo com o historiador Paolo Enrico Coletta, Knox não era um bom diplomata e tinha relações ruins com o Senado, a imprensa e muitos líderes estrangeiros, especialmente aqueles da América Latina.
Existia um acordo entre Taft e Knox sobre os principais objetivos da política externa norte-americana: os Estados Unidos não interfeririam em assuntos europeus e usaria força se necessário para aplicar a Doutrina Monroe nas Américas. A defesa do Canal do Panamá, que ainda estava em construção durante todo mandato de Taft, guiou a política externa no Caribe e América Central. Governos anteriores  tinha realizado esforços a fim de promover negócios norte-americanos no exterior, porém Taft foi além e usou a rede de diplomatas e cônsules do país para incentivar o comércio. Ele esperava que isto levaria a paz mundial. O presidente foi atrás de tratados de arbitração com o Reino Unido e a França, porém o Senado não estava disposto a ceder sua prerrogativa constitucional de aprovar tais tratados.

#### Impostos
O protecionismo por meio de impostos era uma posição Republicana fundamental durante a presidência de Taft. A Tarifa Dingley havia sido criada a fim de proteger a indústria norte-americana de competidores externos. A plataforma de 1908 do partido havia apoiado revisões não especificadas dessa lei, com o presidente interpretando isto como reduções. Taft convocou uma sessão especial do Congresso para se reunir em 15 de março de 1908 com o objetivo de debater a questão dos impostos.
O deputado Sereno E. Payne de Nova Iorque, presidente do Comitê de Formas e Meios, realizou audiências em 1908 e patrocinou o projeto de lei resultante. Este reduzia os impostos levemente e foi aprovado pela Câmara dos Representantes em abril de 1909, porém o senador Nelson W. Aldrich de Rhode Island, presidente do Comitê de Finanças, adicionou várias emendas elevando as taxas. Os progressistas ficaram indignados, com o senador Robert M. La Follette, Sr. de Wisconsin pedindo a Taft afirmar que o projeto de lei não estava de acordo com a plataforma do partido. O presidente se recusou e isso os enfureceu ainda mais. Taft insistiu para a maioria das importações das Filipinas fossem livres de impostos, demonstrando de acordo com o historiador Donald F. Anderson uma liderança eficiente sobre um assunto que conhecia bem e se importava.
Os oponentes do projeto de lei tentaram modificá-lo a fim de permitir um imposto de renda, porém Taft foi contra sob a argumentação de que a Suprema Corte provavelmente o anularia por ser inconstitucional, como já havia feito em outros casos antes. Em vez disso, uma emenda constitucional foi proposta e aprovada no início de julho pela Câmara e Senado, sendo ratificada em 1913 como a Décima Sexta Emenda. Taft conseguiu algumas vitórias no comitê de conferência, como a limitação de impostos em madeira. O relatório da conferência foi aprovado por ambas as câmaras e o presidente o assinou em 6 de agosto de 1909. A resultante Tarifa Payne–Aldrich foi imediatamente controversa. Segundo Coletta, "Taft perdeu a iniciativa e as feridas infligidas no debate mordaz da tarifa nunca cicatrizaram".
Taft pediu por um acordo de livre comércio com o Canadá em sua mensagem anual ao Congresso em 1910. O Reino Unido ainda cuidava das relações exteriores canadenses na época, com o presidente achando que o governo dos dois outros países estavam interessados. Muitos no Canadá eram contra um acordo, temendo que os Estados Unidos sairiam dele quando conveniente como haviam feito em 1866 com Tratado Elgin-Marcy, com fazendeiros e pescadores norte-americanos também se opondo. Conversas com oficiais canadenses ocorreram em janeiro de 1911, com Taft apresentando ao Congresso o acordo, que não era um tratado, que foi aprovado em julho. O Parlamento do Canadá, liderados pelo primeiro-ministro sir Wilfrid Laurier, chegaram a um impasse sobre a questão. Os canadenses tiraram Laurier do poder nas eleições de setembro e Robert Borden tornou-se o novo primeiro-ministro. Nenhum acordo entre os dois países foi concluído e o debate aumentou as divisões dentro do Partido Republicano.

#### América Latina
Taft e Knox instituíram a Diplomacia do Dólar na América Latina, acreditando que investimentos norte-americanos beneficiariam todos os envolvidos, ao mesmo tempo mantendo a influência europeia longe das áreas sujeitas à Doutrina Monroe. Apesar das exportações terem aumentado muito durante o governo de Taft, a política foi impopular dentre os países da América Latina que não desejavam tornar-se protetorados financeiros dos Estados Unidos, além do próprio Senado norte-americano, cujos membros acreditavam que o país não deveria interferir demasiadamente no estrangeiro. Nenhuma controvérsia de relações exteriores desafiou o estadismo e comprometimento com a paz de Taft quanto a queda do regime ditatorial mexicano e o subsequente tumulto causado pelo estouro da Revolução Mexicana em 1910.

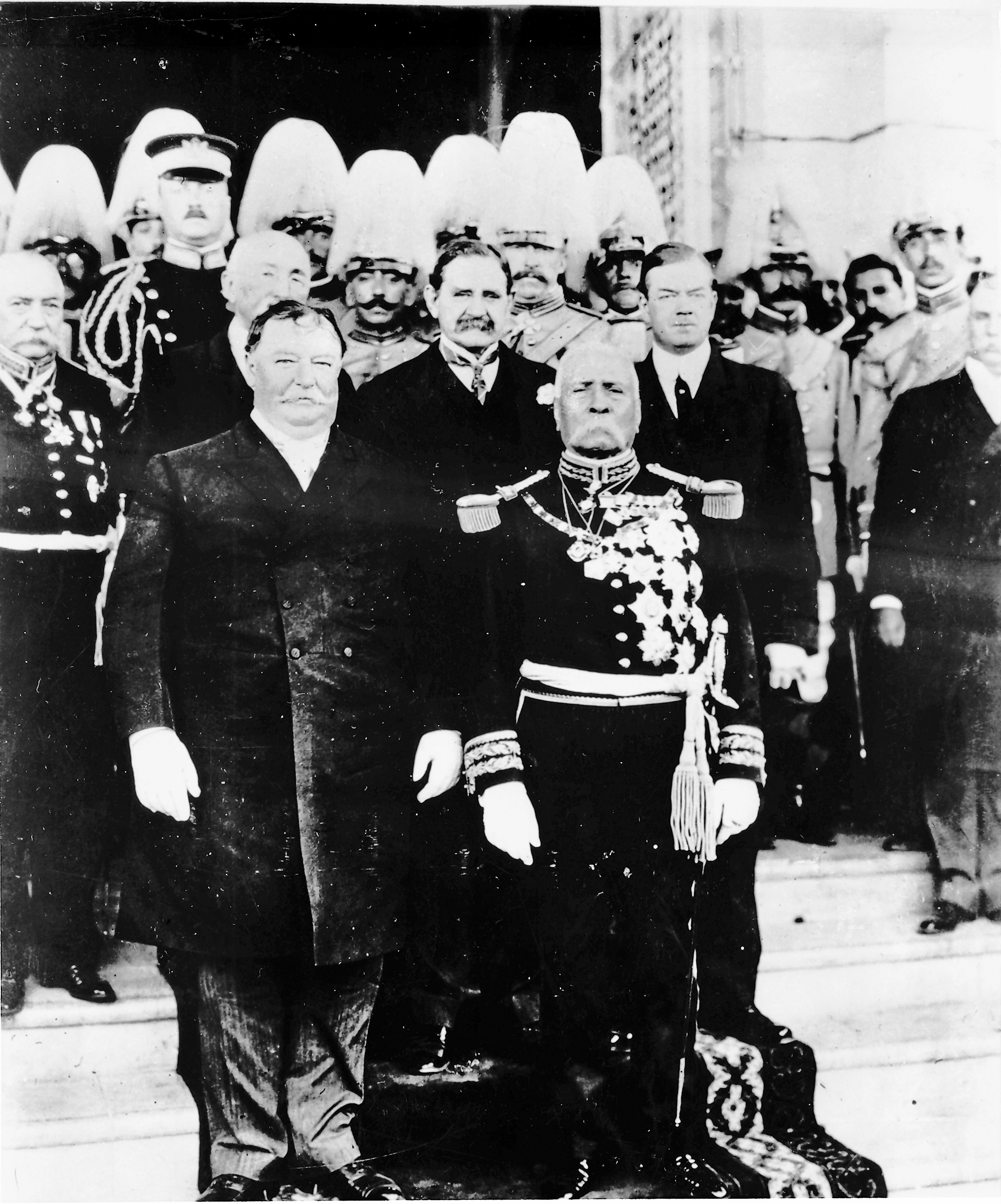
Taft e Díaz em Ciudad Juárez, 16 de outubro de 1909.

O México estava cada vez mais inquieto sob o domínio do ditador de longa data Porfirio Díaz quando Taft chegou à presidência, com muitos mexicanos apoiando seu oponente Francisco I. Madero. Houve vários incidentes em que rebeldes mexicanos cruzaram a fronteira com os Estados Unidos a fim de adquirirem cavalos e armas; Taft procurou impedir isso ao enviar o exército até as áreas de fronteira para realizar manobras. O presidente contou a seu assessor Archibald Butt que "Eu vou sentar na tampa e vai precisar de muito para me fazer levantar". Ele demonstrou seu apoio a Díaz ao encontrar-se com o presidente mexicano em El Paso, Texas, e depois em Ciudad Juárez, Chihuahua, o primeiro encontro na história entre presidentes de ambos os países e a primeira vez que um presidente norte-americano visitou o México. No dia do encontro, o escoteiro Frederick Russell Burnham e o soldado C. R. Moore da Divisão de Guarda do Texas capturaram e desarmaram um assassino com uma pistola apenas alguns metros de distância dos dois presidentes. Díaz prendeu Madero antes da eleição presidencial de 1910, com a oposição pegando em armas, algo que resultou na tirada de Díaz do poder e uma revolução que duraria por dez anos. Dois cidadãos norte-americanos foram mortos no Território do Arizona e quase uma dúzia feridos por causa de um tiroteio na fronteira. Taft não queria ser provocado para uma luta e instruiu o governador territorial a fazer o mesmo.
O presidente José Santos Zelaya da Nicarágua queria revogar as concessões comerciais dadas a companhias norte-americanas, com diplomatas dos Estados Unidos discretamente passando a apoiar as forças rebeldes nicaraguenses sob a liderança do general Juan J. Estrada. A Nicarágua devia a grandes potências estrangeiras e os Estados Unidos não queriam que uma possível rota alternativa ao Canal do Panamá caísse em mãos europeias. José Madriz, o sucessor eleito de Zelaya, não conseguiu acabar com a rebelião interna e assim as forças de Estrada tomaram a capital Manágua em agosto de 1910. Os norte-americanos fizeram a Nicarágua aceitar um empréstimo e enviaram oficiais a fim de garantir que a quantia fosse paga a partir das rendas governamentais. O país permaneceu instável, com Taft enviando tropas depois de um novo golpe de estado em 1911 e mais agitações em 1912; apesar da maioria das forças terem logo sido retiradas, algumas permaneceram no local até 1933.
Tratados entre o Panamá, Colômbia e Estados Unidos a fim de resolver as disputas resultantes da Revolução Panamenha de 1903 foram assinados pelo governo Roosevelt no início de 1909, sendo aprovados pelo Senado e ratificados pelo Panamá. Entretanto, a Colômbia recusou-se a ratificar os tratados, com Knox oferecendo dez milhões de dólares aos colombianos, depois elevados para 25 milhões, após as eleições norte-americanas de 1912. A Colômbia achou que a quantia era insuficiente e pediu por uma arbitração internacional; a questão não pode ser resolvida durante os quatro anos da administração de Taft.

#### Ásia Oriental
Taft era muito interessado nos assuntos da Ásia Oriental devido seu tempo nas Filipinas. Ele considerava as relações com a Europa relativamente pouco importantes, colocando o posto de embaixador na China como o mais importante do Serviço Estrangeiro devido ao potencial de investimento e comércio. Knox não concordava e rejeitou a sugestão de viajar até Pequim para avaliar os fatos em primeira mão. Taft substituiu William W. Rockhill, o embaixador nomeado por Roosevelt, por achá-lo desinteressado no comércio, colocando em seu lugar William J. Calhoun, quem McKinley e Roosevelt já haviam enviado em várias missões diplomáticas. Knox não escutava as políticas de Calhoun e existiam conflitos frequentes. O presidente e seu secretário tentaram sem sucesso ampliar a Política de Portas Abertas de John Hay para a Manchúria.
Uma companhia norte-americana havia conseguido em 1898 a concessão para uma ferrovia entre Hankou e Sichuan, porém os chineses revogaram o acordo em 1904 depois da empresa (que foi indenizada pela revogação) ter quebrado o contrato ao vender uma porção majoritária fora dos Estados Unidos. O governo imperial conseguiu o dinheiro da indenização do governo britânico de Hong Kong, sob a condição de que súditos britânicos teriam prioridade caso capital estrangeiro fosse necessário para construir a linha ferroviária, com um consórcio britânico abrindo negociações em 1909. Knox ficou sabendo disso em maio e exigiu que bancos norte-americanos recebessem permissão para participar. Taft apelou pessoalmente ao príncipe-regente Zaifeng, Príncipe Chun, conseguindo a participação dos Estados Unidos, porém os acordos só foram assinados em maio de 1911. Entretanto, o decreto chinês autorizando o acordo também requeria a nacionalização de companhias ferroviárias locais nas províncias afetadas. Uma compensação inadequada foi paga aos acionistas e essas queixas estavam entre aquelas que ajudaram a disparar a Revolução Xinhai de 1911.
Os líderes rebeldes chineses escolheram Sun Yat-sen como presidente provisório naquilo que tornou-se a República da China, derrubando o imperador e assim a Dinastia Qing. Taft estava relutante em reconhecer o novo governo, apesar da opinião pública norte-americana estar predominantemente a favor. A Câmara dos Representantes aprovou uma resolução em fevereiro de 1912 reconhecendo a república chinesa, porém Taft e Knox achavam que o reconhecimento deveria ser uma ação conjunta das potências ocidentais. O presidente indicou em sua última mensagem anual ao Congresso em dezembro de 1912 que estava tendendo para reconhecer a república assim que estivesse completamente estabelecida, porém nesse momento ele já havia perdido a reeleição e nunca mais tocou no assunto.
Taft continuou a política de Roosevelt contra a imigração vinda da China e Japão. Um tratado revisado de amizade colocado em efeito 1911 pelos Estados Unidos e Japão garantia amplos direitos recíprocos para japoneses nos Estados Unidos e norte-americanos no Japão, mas era baseado na continuação de um acordo informal firmado em 1907. Houve objeção na Costa Oeste quando o tratado foi para o Senado, porém o presidente afirmou aos políticos que não haveria mudanças na política de imigração.

#### Europa

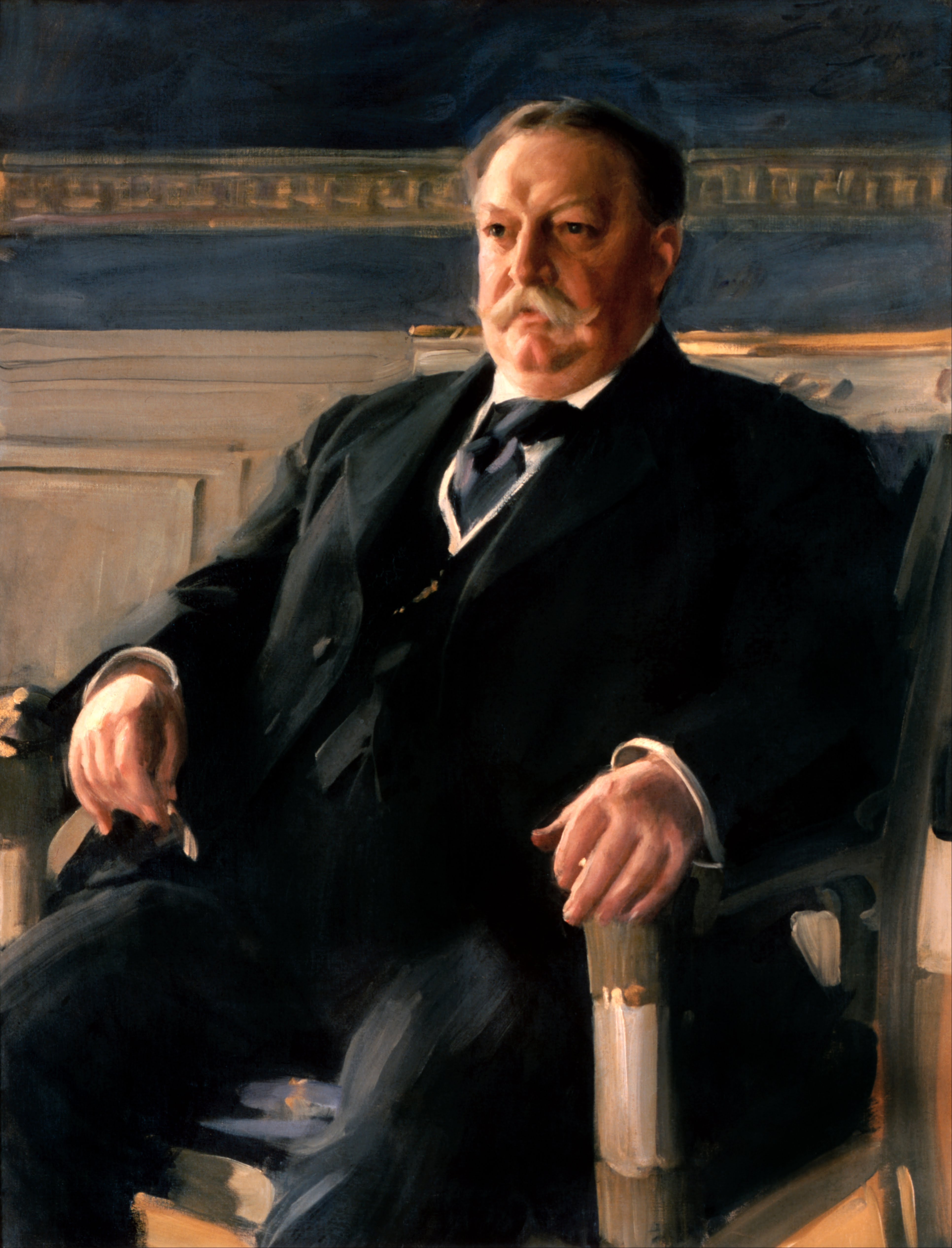
Retrato oficial da Casa Branca de Taft, por Anders Zorn em 1911.

Taft era contra uma prática tradicional de recompensar apoiadores ricos com postos importantes de embaixador, preferindo que seus diplomatas não possuíssem um estilo de vida pródigo e selecionando homens que, segundo o próprio, poderiam reconhecer um norte-americano assim que vissem um. Bem alto na lista de dispensas estava Henry White, embaixador na França, quem Taft conhecia e desgostava de suas passagens anteriores pela Europa. A saída forçada de White fez com que outros funcionários de carreira do Departamento de Estado passassem a temer que seus empregos fossem perdidos por causa de política e das opiniões do presidente. Taft também queria remover Whitelaw Reid, embaixador no Reino Unido nomeado por Roosevelt, porém Reid era dono do jornal New-York Tribune e havia apoiado Taft durante a campanha presidencial, com tanto o presidente quanto a primeira-dama gostando de suas histórias cheias de fofocas. Reid permaneceria em seu posto até morrer no final de 1912.
Taft apoiava a resolução de disputas internacionais por meio de arbitrações, negociando tratados com o Reino Unido e com a França sob a condição que as diferenças fossem arbitradas. Estes foram assinados em agosto de 1911. Tanto Taft quanto Knox, um ex-senador, não consultaram membros do Senado durante esses processos de negociação. Nessa época muitos Republicanos já estavam se opondo ao presidente e Taft achou que pedir muito pelos tratados poderia fazer com que fossem rejeitados. Ele fez alguns discursos em outubro apoiando os acordos, porém o Senado adicionou emendas que Taft achou que não poderia aceitar, acabando com os tratados.
Apesar dos Estados Unidos não terem sido chamados para nenhum tratado de arbitração, o governo de Taft resolveu pacificamente várias disputas com o Reino Unido, muitas vezes com arbitração. Estes incluíram um acordo sobre a fronteira entre o estado do Maine e a província canadense de Nova Brunsvique, uma duradoura disputa sobre caça de focas no Mar de Bering que também envolvia o Japão, e um acordo similar sobre pesca com a colônia britânica de Terra Nova. A convenção sobre as focas permaneceu em efeito até ser revogada pelo Japão em 1940.

### Política interna

#### Antitruste
Taft continuou a expandir os esforços de Roosevelt para quebrar combinações de negócios através de processos iniciados sob a Lei Sherman Antitruste, levando setenta casos em quatro anos enquanto seu antecessor tinha iniciado quarenta em sete. Processos contra a Standard Oil e American Tobacco, iniciados sob Roosevelt, foram decididos em 1911 a favor do governo pela Suprema Corte. A Câmara dos Representantes, controlada pelos Democratas, começou em junho do mesmo ano a realizar audiências sobre a United States Steel (U.S. Steel). A companhia havia se expandido sob Roosevelt, que apoiou sua aquisição da Tennessee Coal, Iron, and Railroad Company como um meio de não piorar o Pânico de 1907, uma decisão que o ex-presidente defendeu ao testemunhar nas audiências. Taft havia elogiado a aquisição enquanto era Secretário da Guerra. O historiador Louis L. Gould sugeriu que Roosevelt provavelmente foi enganado a acreditar que a U.S. Steel não queria comprar a empresa do Tennessee, pensando que era na verdade uma barganha. Para o ex-presidente, questionar a questão era algo que afetava sua honestidade pessoal.
O Departamento de Justiça processou a U.S. Steel em outubro de 1911, exigindo que mais de cem subsidiárias recebessem independência corporativa e nomeando muitos de seus executivos e financiadores como réus na ação. Os argumentos do caso não chagaram a ser revisados pelo próprio Taft e alegavam que Roosevelt "havia fomentado o monopólio e fora enganado por industrialistas inteligentes". O ex-presidente ficou profundamente ofendido pelas referências contra si e sua administração, achando que seu sucessor não poderia fugir da culpa ao afirmar que nada sabia sobre as alegações.
Taft enviou uma mensagem especial ao Congresso em dezembro de 1911 sobre a necessidade de um estatuto antitruste renovado, porém nenhuma ação foi tomada. Outro caso que teve repercussões políticas para Taft foi um processo iniciado no começo de 1912 contra a International Harvester Company, uma produtora de equipamentos para fazendas. Como o governo de Roosevelt havia investigado a companhia sem ter tomado nenhuma ação (algo que Taft apoiou), o processo tornou-se um ponto de discussão durante o desafio de Roosevelt pela indicação presidencial Republicana. Os apoiadores de Taft alegaram que o ex-presidente havia agido impropriamente; este atacou seu sucessor por ter esperado três anos e meio e uma época em que estava sendo desafiado para reverter uma decisão que tinha originalmente apoiado.

#### Ballinger e Pinchot

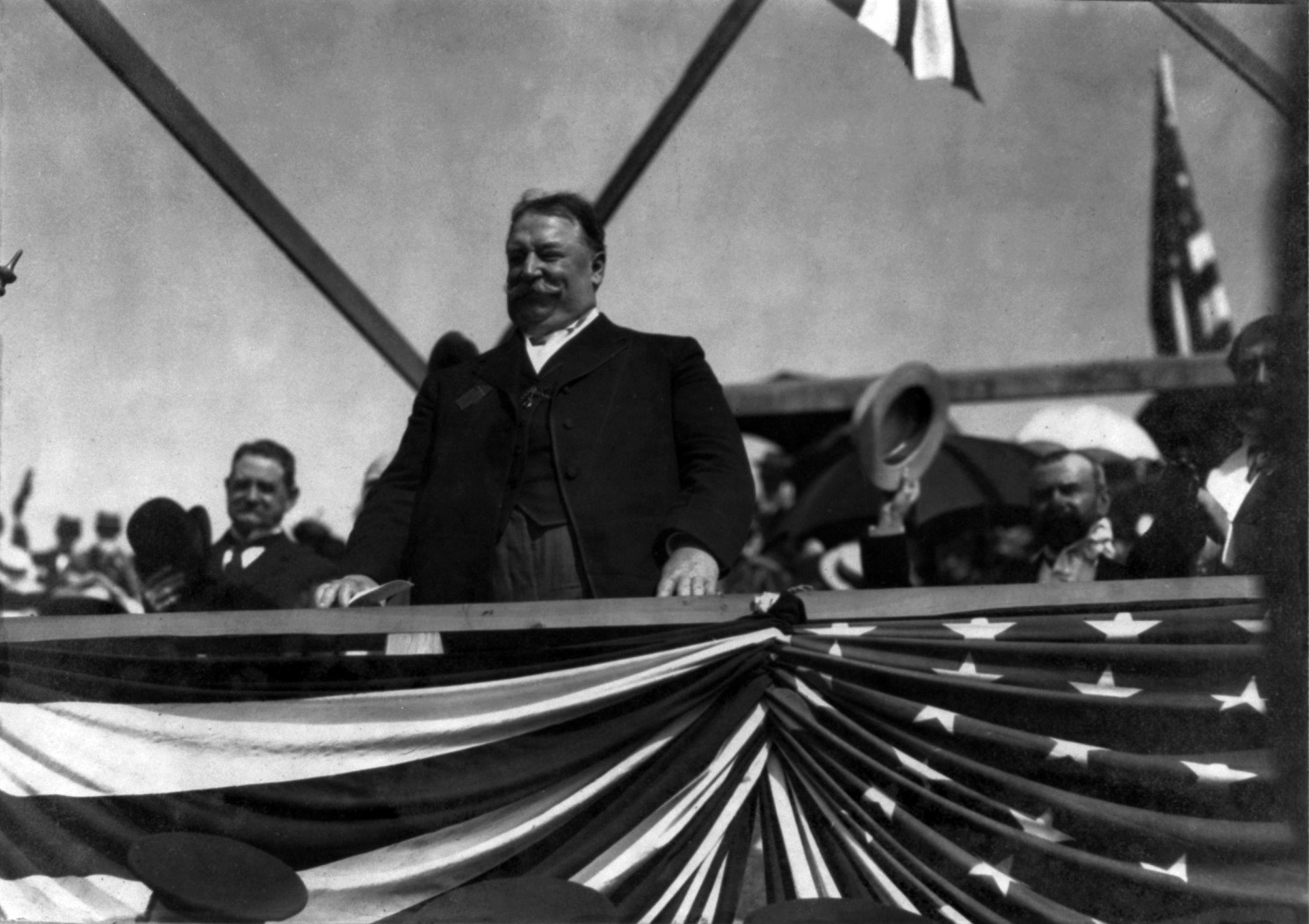
Taft discursando em Fort Ticonderoga em Nova Iorque, 10 de julho de 1909.

Roosevelt era um ardente conservador e era auxiliado por nomeações de mentalidade semelhante, como James Rudolph Garfield e Gifford Pinchot, respectivamente o Secretário do Interior e Chefe do Serviço Florestal. Taft concordava com a necessidade de conservadorismo, porém achava que ele deveria ser realizado por meio de legislações em vez de ordens executivas. Ele não manteve Garfield em seu gabinete, escolhendo em seu lugar o ex-prefeito Richard A. Ballinger de Seattle. Roosevelt foi surpreendido, acreditando que Taft havia prometido manter Garfield, com esta mudança sendo um dos eventos que fez o ex-presidente perceber que seu sucessor escolheria políticas diferentes.
Roosevelt tinha tirado muitas terras do domínio público, incluindo algumas no Alasca que eram ricas em carvão. Clarence Cunningham, um empresário de Idaho, tinha descoberto em 1902 depósitos de carvão no Alasca e reivindicou os direitos de mineração, com o governo investigando sua legalidade. Isto arrastou-se pelo restante do governo Roosevelt, incluindo durante o ano de 1907 enquanto Ballinger serviu como comissário do Escritório Geral da Terra. Louis Glavis, um agente especial do Departamento do Interior, investigou as reivindicações de Cunningham e quebrou o protocolo do governo em 1909 ao pedir ajuda externa para Pinchot depois de Ballinger ter aprovado a questão.
Glavis fez suas alegações publicamente em um artigo de revista de setembro de 1909, revelando que Ballinger tinha atuado como procurador por Cunningham entre seus dois períodos de serviço governamental. Isto violava regras de conflitos de interesse proibindo que um ex-funcionário do governo trabalhasse em uma questão pela qual tinha sido responsável. Taft demitiu Glavis em 13 de setembro baseado em um relatório do procurador-geral George W. Wickersham datado de dois dias antes. Pinchot ficou determinado em dramatizar a situação ao forçar sua própria demissão, algo que o presidente tentou evitar por temer que isso pudesse causar uma ruptura com Roosevelt (que ainda estava fora do país). Taft encarregou Elihu Root, agora um senador, de investigar a questão, com Root pedindo para que Pinchot fosse demitido.
Taft ordenou que oficiais do governo não comentassem sobre o caso. Pinchot forçou a questão em janeiro de 1910 ao enviar uma carta ao senador Jonathan Dolliver de Iowa alegando que o presidente havia aprovado reivindicações fraudulentas sobre terras públicas. De acordo com Pringle, isto "foi uma apelação totalmente inapropriada de um subordinado executivo para o ramo legislativo do governo e um presidente infeliz preparado para separar Pinchot de um cargo público". Pinchot foi demitido, para seu deleite, viajando para a Europa a fim de contar sua versão para Roosevelt. Seguiu-se uma investigação do Congresso que inocentou Ballinger, porém o governo foi envergonhado quando Louis Brandeis, o advogado de Glavis, provou que o relatório de Wickersham tinha sido datado retroativamente, algo que Taft admitiu tardiamente. O caso Ballinger–Pinchot fez os Republicanos progressistas e os lealistas de Roosevelt acharem que Taft havia dado as costas para as políticas do ex-presidente.

#### Direitos civis
Taft anunciou em seu discuso de posse que não iria nomear afro-americanos para cargos federais, como por exemplo Chefe dos Correios, que poderiam causar tensões sociais em certas partes do país. Isto diferia de Roosevelt, que não removeria ou substituiria funcionários públicos negros com os quais brancos locais não conseguiam lidar. Essa posição foi chamada de a "Política Sulista" de Taft e efetivamente convidou protestos de brancos contra nomeações negras. O presidente cedeu para muitos e removeu vários funcionários públicos negros no sul, também realizando poucas nomeações do tipo no norte.
O modo como os negros poderiam avançar na vida era debatido por seus líderes. Booker T. Washington achava que a maioria deveria ser treinada para trabalho industrial, com apenas alguns procurando educação mais elevada. Já W. E. B. Du Bois assumiu uma posição mais militante pela igualdade. O presidente tendia para o discurso de Washington. De acordo com Coletta, Taft deixou que os afro-americanos "fossem 'mantidos em seus lugares' ... Dessa forma ele falhou em seguir a missão humanitária historicamente associada com o Partido Republicano, com o resultando sendo que negros tanto do Norte quanto do Sul começaram a ir em direção do Partido Democrata".
Taft também era um defensor da livre imigração, apoiado sindicatos de trabalhadores e tendo vetado um projeto de lei aprovado no Congresso que teria restringido trabalhadores não qualificados ao impor um teste de alfabetização.

### Nomeações judiciais
Taft fez seis nomeações para a Suprema Corte, o maior número por qualquer presidente com a exceção de George Washington e Franklin D. Roosevelt. A morte do associado de justiça Rufus Wheeler Peckham em outubro de 1909 deu ao presidente sua primeira oportunidade. Ele escolheu Horace Harmon Lurton, seu amigo e antigo colega do Sexto Circuito; Taft tinha anteriormente tentado em vão fazer com que Theodore Roosevelt nomeasse Lurton. Wickersham era contra a escolha pois Lurton era um ex-soldado Confederado e tinha 65 anos de idade. O presidente o nomeou de qualquer maneira em 13 de dezembro de 1909, com o Senado confirmando a escolha uma semana depois. Lurton permanece até hoje como o mais velho associado de justiça da história. O historiador Jonathan Lurie sugeriu que Taft, nessa altura já acossado pelas controvérsias dos impostos e conservadorismo, queria realizar um ato oficial que lhe desse prazer, especialmente por achar que Lurton merecia.
A morte do associado de justiça David Josiah Brewer em março de 1910 deu a Taft sua segunda oportunidade para preencher um lugar na Suprema Corte, escolhendo o governador Charles Evans Hughes de Nova Iorque. O presidente disse a Hughes que ele provavelmente seria sua escolha para Juiz-Chefe caso a a posição ficasse vaga durante seu mandato. O Senado rapidamente confirmou Hughes, porém o Juiz-Chefe Fuller morreu em 4 de julho. Taft demorou cinco meses para preencher a vaga e o fez com Edward Douglass White, o primeiro associado de justiça a ser elevado para a posição de Juiz-Chefe. De acordo com Lurie, o presidente ainda tinha esperanças de ser Juiz-Chefe e talvez estivesse mais disposto a nomear um homem mais velho (White), que poderia morrer antes dele mesmo, em vez de um mais novo (Hughes), que poderia viver mais, como de fato ocorreu com ambos. Taft nomeou Willis Van Devanter, um juiz de apelações federal, a fim de preencher a vaga de associado de justiça deixada por White. Já havia outra vacância na Suprema Corte em dezembro de 1910 causada pela aposentadoria de William Henry Moody quando o presidente nomeou Van Devanter; Taft nomeou Joseph Rucker Lamar, um Democrata quem ele havia conhecido jogando golfe e posteriormente descoberto sobre sua boa reputação como juiz.
Taft pode escolher seu sexto associado de justiça após a morte de John Marshall Harlan em outubro de 1911. Knox recusou a vaga e assim o presidente nomeou Mahlon Pitney, Chanceler de Nova Jérsei, o último associado de justiça da história a não ter cursado uma faculdade de direito. Pitney tinha um histórico anti-trabalhista muito mais forte que as outras nomeações de Taft e foi o único que enfrentou uma oposição maior, sendo confirmado pelo Senado por cinquenta votos contra 26.
Taft também nomeou treze juízes para tribunais federais e 38 para os tribunais distritais. O presidente além disso nomeou juízes para vários tribunais especializados, incluindo os primeiros cinco para o Tribunal de Comércio e o Tribunal de Apelações da Alfândega e Patentes. O Tribunal do Comércio foi criado em 1910 e vinha de uma proposta de Taft para um tribunal especializado a fim de ouvir apelações da Comissão de Comércio Interestadual. Houve uma oposição considerável a sua implementação, algo que cresceu quando seu juiz Robert Wodrow Archbald sofreu impeachment por corrupção e foi retirado de seu cargo em janeiro do ano seguinte pelo Senado. Taft vetou um projeto de lei para abolir o tribunal, porém este mesmo assim foi fechado por uma legislação similar de outubro de 1913 aprovada por Woodrow Wilson.

### Eleição de 1912

#### Taft e Roosevelt

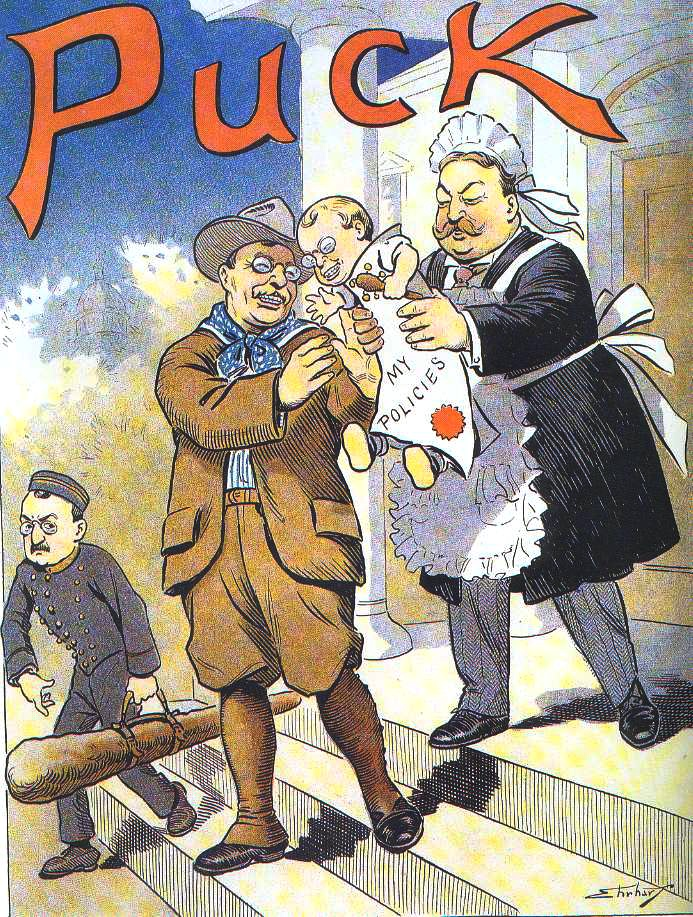
Caricatura de 1909 da revista Puck, mostrando Roosevelt partindo e deixando suas políticas (na forma de um bebê) com Taft, vestido de babá.

Taft e Roosevelt escrevem pouco um para o outro entre março de 1909 e junho de 1910, época em que o ex-presidente estava viajando pelo exterior. Lurie sugeriu que cada um esperava que o outro fizesse o primeiro movimento para restabelecer a relação de uma maneira diferente. Taft convidou Roosevelt para ficar na Casa Branca quando este retornou triunfante. O ex-presidente recusou e expressou insatisfação com a performance de seu sucesso em cartas particulares para amigos. Ele mesmo assim escreveu que esperava que Taft fosse indicado novamente pelos Republicanos para a eleição de 1912, não falando sobre si mesmo como candidato.
Ambos os homens encontraram-se duas vezes em 1910; apesar dos encontros terem sido cordiais, eles não demonstravam a antiga proximidade dos dois. Roosevelt fez uma série de discursos no oeste no final do verão e início do outono. Ele atacou a decisão da Suprema Corte no caso trabalhista Lochner v. Nova Iorque de 1905 e acusou os tribunais federais de estarem minando a democracia, pedindo também para que lhes fossem privado o direito de determinar legislações como inconstitucionais. Este ataque horrorizou Taft, que particularmente concordava que Lochner tinha sido julgado errado. Roosevelt pediu pela "eliminação das despesas corporativas para propósitos políticos, avaliações físicas de propriedades ferroviárias, regulamentação de combinações industriais, estabelecimento de uma comissão de impostos para exportações, um imposto de renda graduado", além de "leis de compensação dos trabalhadores, legislação estadual e nacional para regular o [trabalho] de mulheres e crianças e publicidade completa de gastos de campanha". De acordo com John Murphy, "Enquanto Roosevelt começava a mover-se para a esquerda, Taft envergava para a direita".
Roosevelt envolveu-se com política em Nova Iorque durante as eleições legislativas de 1910, enquanto Taft tentou por meio de doações e influência garantir a eleição de Warren G. Harding, o candidato Republicano, na eleição para governador de Ohio. O partido acabou sofrendo derrotas nas eleições de 1910 e os Democratas assumiram o controle da Câmara dos Representantes e reduziram a maioria Republicana no Senado. Woodrow Wilson do Partido Democrata venceu as eleições de governador em Nova Jérsei enquanto Harding perdeu em Ohio.
O ex-presidente continuou depois das eleições a promover ideais progressistas, chamados de Novo Nacionalismo, para o desgosto de Taft. Roosevelt atacou a administração de seu sucessor, afirmando que seus princípios não eram aqueles do partido de Abraham Lincoln, mas sim da Era Dourada. A rixa entre os dois continuou ocasionalmente no decorrer de 1911, ano em que poucas eleições importantes ocorreram. O senador Robert M. La Follette, Sr. anunciou sua candidatura presidencial como Republicano e foi apoiado por uma convenção de progressistas. Roosevelt começou no final do ano a se movimentar para conseguir lançar uma candidatura própria, escrevendo que a tradição dos presidentes não se candidatarem para um terceiro mandato aplicava-se apenas para mandatos consecutivos.
Roosevelt estava recebendo muitas cartas de apoiadores pedindo para que concorresse, com funcionários públicos Republicanos organizando-se em seu nome. Com muitas de suas políticas tendo sido barradas por um Congresso e tribunais relutantes durante seu período na Casa Branca, ele viu as manifestações de apoio público e acreditou que elas o levariam de volta para a presidência com um mandato para políticas progressistas que não enfrentariam oposição. Roosevelt anunciou em fevereiro de 1912 que aceitaria a indicação Republicana se ela lhe fosse oferecida. Taft achava que seria uma repudiação ao partido caso perdessem a eleição de novembro, porém seria uma rejeição de si mesmo caso perdesse a indicação para candidato. Ele estava relutante em se opor a Roosevelt, quem havia lhe ajudado a tornar-se presidente, porém sendo o presidente, Taft estava determinado em permanecer como tal e isso significava não ficar de lado e permitir que Roosevelt conquistasse a indicação.

#### Primárias
Enquanto Roosevelt ficava mais radical em seu progressivismo, Taft fortaleceu sua resolução de alcançar a indicação por estar convencido que os progressistas ameaçavam as fundações do governo. Um grande golpe para Taft foi a perda de seu assessor Archibald Butt, uma das últimas ligações entre o presidente e o ex-presidente, já que Butt também havia trabalhado com Roosevelt. Butt era ambivalente em sua lealdade e fora para a Europa de férias no começo de 1912. Ele voltou para os Estados Unidos em abril a bordo do RMS Titanic e acabou morrendo no naufrágio, uma perda que Taft teve dificuldades em aceitar pois o corpo nunca foi encontrado.

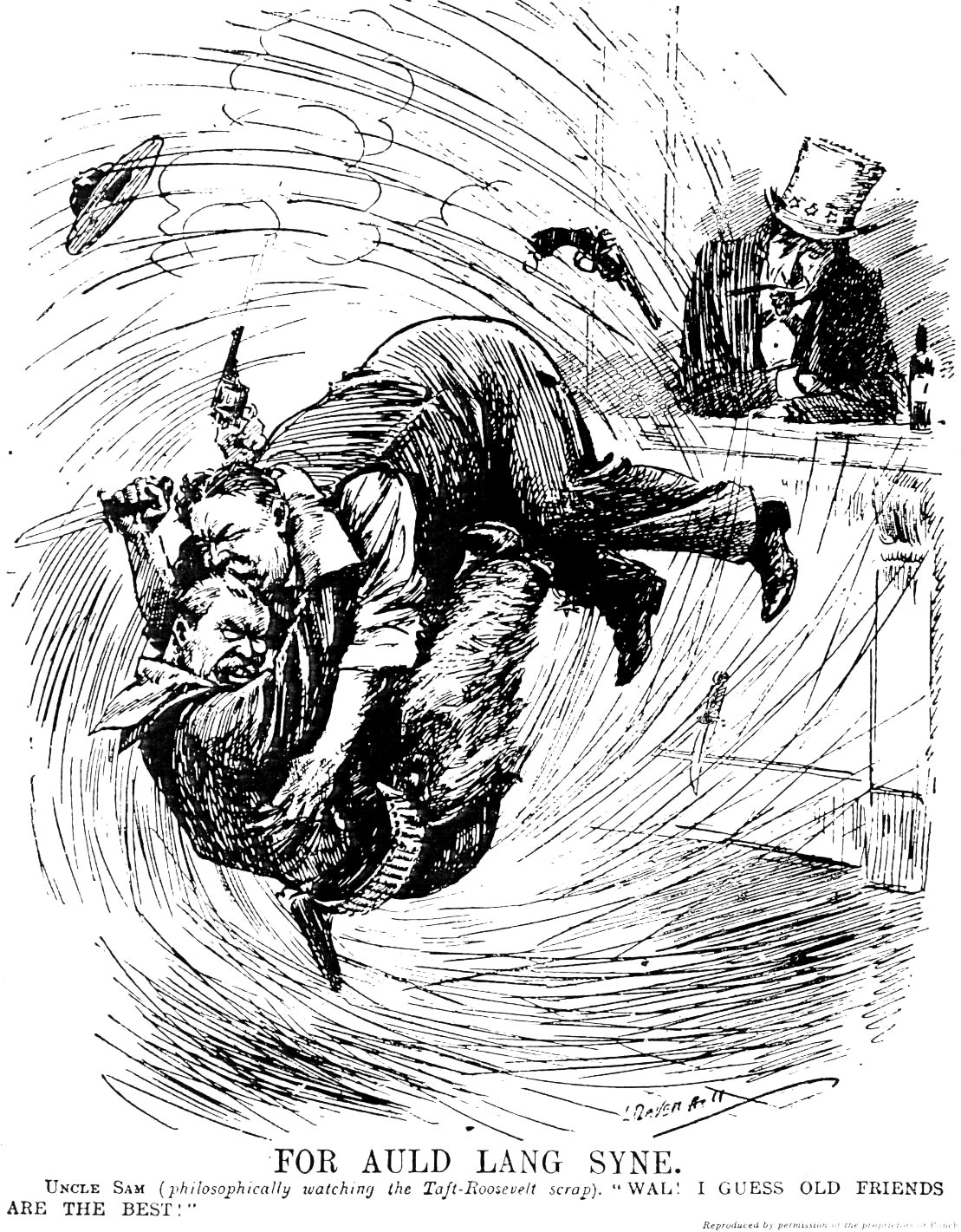
Caricatura de maio de 1912 por Leonard Raven-Hill mostrando Taft e Roosevelt como inimigos políticos.

Roosevelt dominou as primárias, vencendo 278 dos 362 delegados decididos dessa maneira para a Convenção Nacional Republicana de Chicago. Taft tinha o controle sobre o maquinário partidário e não foi surpresa nenhuma quando ele conquistou a maior parte dos delegados decididos por meio convenções distritais ou estaduais. O presidente ainda assim não tinha uma maioria, porém era provável que conseguisse uma assim que os delegados do sul se comprometessem com ele. O ex-presidente contestou a eleição desses delegados, porém a Convenção Republicana anulou a maioria de suas objeções. A única chance restante para Roosevelt era um presidente de convenção amigável que pudesse criar regras favorecendo os delegados do seu lado. Taft manteve o costume e permaneceu em Washington, porém Roosevelt foi para Chicago comandar sua campanha e disse a seus apoiadores em um discurso que "estamos no Armagedom e batalhamos pelo Senhor".
Taft conseguiu trazer Root para seu lado, que concordou em se candidatar a presidente da convenção, com os delegados elegendo Root sobre o candidato de Roosevelt. As forças deste então moveram-se para substituir os delegados que apoiavam por aqueles que defendiam que não deveriam estar sentados. Root crucialmente determinou que apesar dos delegados contestados não poderem votar por conta própria, eles poderiam votar em outros delegados contestados, algo que dessa forma deu a Taft a indicação, já que a moção apresentada pelas forças de Roosevelt foi derrotada por 567 a 507. Enquanto ficava claro que Roosevelt deixaria o partido caso não fosse indicado, alguns Republicanos procuraram um candidato de meio-termo afim de evitar o desastre eleitoral que estava por vir; entretanto, eles não foram bem sucedidos. O nome de Taft foi colocado na indicação por Harding, cujas tentativas de elogiar o presidente e unificar o partido enfrentaram interrupções raivosas dos progressistas. Taft foi indicado logo na primeira votação, porém muitos dos delegados de Roosevelt recusaram-se a votar.

#### Derrota

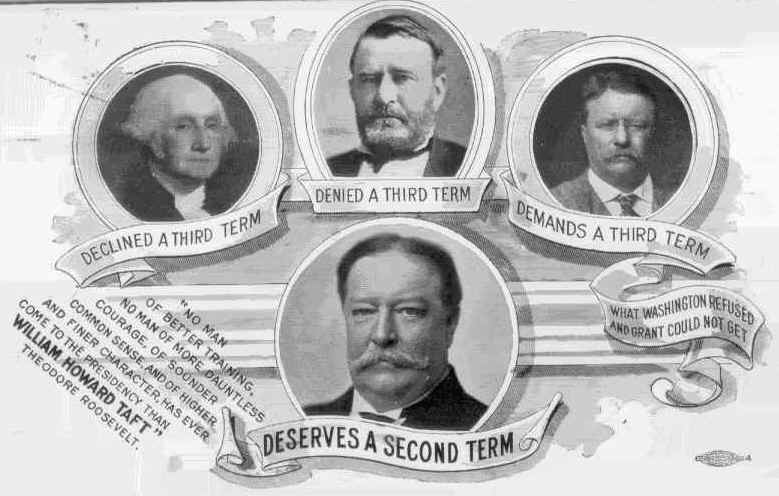
Pôster de campanha dizendo que Taft merecia um segundo mandato.

Roosevelt e seus apoiadores fundaram o Partido Progressista alegando que Taft havia roubado a indicação. O presidente sabia que quase certamente seria derrotado na eleição, porém concluiu que o Partido Republicano havia sido preservado como "o defensor do governo conservador e das instituições conservadoras" por meio da derrota de Roosevelt. Ele fez sua condenada candidatura a fim de preservar o partido. O governador Woodrow Wilson de Ohio concorreu como o candidato Democrata. Ele passou pouco tempo atacando Taft por ver Roosevelt como sua maior ameaça, argumentando que o ex-presidente tinha sido tépido em sua oposição aos trustes e que Wilson era o verdadeiro reformista. Taft contrastava aquilo que chamava de seu "conservadorismo progressista" com a democracia progressista de Roosevelt, afirmando que esta representava o "estabelecimento de um despotismo benevolente".
Taft voltou para o costume pré-Roosevelt de candidatos buscando a eleição não fazerem campanha, falando publicamente apenas uma vez ao realizar seu discuso de aceitação da indicação em 1 de agosto. Ele teve dificuldades em financiar sua campanha pois muitos industrialistas tinham concluído que ele não poderia vencer, dessa forma apoiando Wilson para bloquear Roosevelt. O presidente em setembro publicou uma declaração confiante depois dos Republicanos terem vencido as eleições estaduais de Vermont por uma pequena margem, porém ele tinha ilusões de vencer a disputa. Taft esperava enviar os membros de seu gabinete para fazerem campanha, porém todos estavam relutantes. Root concordou em realizar um único discurso a seu favor.

Resultados eleitorais de 1912.

O vice-presidente James S. Sherman também fora renomeado na convenção de Chicago; ele estava seriamente doente durante a campanha e acabou morrendo em 30 outubro, seis dias antes da eleição em 5 de novembro, sendo substituído na chapa às pressas por Nicholas Murray Butler, o presidente da Universidade Columbia. Poucos eleitores escolheram Taft e Butler, que venceram apenas nos estados de Utah e Vermont para um total de oito votos eleitorais. Roosevelt venceu 88 e Wilson 435. Wilson venceu apesar de ter uma pluralidade eleitoral no voto popular menor que a de Taft e Roosevelt juntos. Taft esperava sair-se melhor que Roosevelt no voto popular, porém terminou com pouco menos de 3,5 milhões, mais de seiscentos mil a menos que o ex-presidente. Taft não estava na cédula de votação na Califórnia por causa da ação dos progressistas locais, da mesma maneira como na Dakota do Sul.

## Retorno à Yale
Taft contemplou retornar à advocacia, da qual fazia muito não praticava, já que não tinha nenhuma pensão ou outro tipo de compensação do governo após deixar a Casa Branca. Dado que ele havia nomeado muitos juízes federais, incluindo a maioria da Suprema Corte, isto levantaria questões sobre conflitos de interesse em qualquer corte federal que aparecesse, com Taft sendo salvo por uma oferta de tornar-se professor de direito e história legal na Faculdade de Direito Yale. Ele aceitou e, após um mês de férias na Geórgia, chegou em New Haven no dia 1 de abril de 1913 para uma grande recepção. Era muito tarde no semestre para que Taft realizasse um curso acadêmico, então ele preparou oito palestras sobre "Questões do Governo Moderno", que aconteceram em maio. Ele ganhava dinheiro com discursos pagos e artigos para revistas, terminando seus oito anos longe de um cargo público com grandes economias. Em Yale também escreveu um tratado: Nosso Magistrado Chefe e Seus Poderes.
Taft fora nomeado presidente da comissão do Memorial Lincoln enquanto ainda era presidente do país; quando os Democratas propuseram removê-lo da posição e colocar um de seus partidários no lugar, ele comentou que diferentemente de perder a presidência tal remoção iria lhe magoar. O arquiteto Henry Bacon queria usar mármore Colorado-Yule, porém os Democratas sulistas desejavam mármore da Geórgia. Taft era a favor da primeira opção, com a questão sendo enviada para a Comissão de Belas Artes, que acabou apoiando o ex-presidente e o arquiteto. O projeto seguiu adiante e Taft o dedicaria em 1922 como Juiz-Chefe. Ele foi eleito em 1913 para um mandato de um ano como presidente do Colégio Americano de Advogados, um grupo comercial de advogados. Taft removeu de comitês oponentes como Louis Brandeis e William Draper Lewis, decano da Faculdade de Direito da Universidade da Pensilvânia e um apoiador do Partido Progressista.
Wilson e Taft mantiveram uma relação cordial. O ex-presidente criticou seu sucessor em particular sobre várias questões, porém fez apenas com que suas opiniões sobre as políticas filipinas se tornassem de conhecimento público. Taft ficou abismado em janeiro de 1916 quando Wilson nomeou Brandeis para preencher a vaga deixada pela morte de Lamar na Suprema Corte, já que o ex-presidente nunca o tinha perdoado por seu papel no caso Ballinger–Pinchot. As audiências no Senado não levaram a nada de descreditável sobre Brandeis, com Taft intervindo ao escrever uma carta assinada por si mesmo e outros membros do Colégio Americano de Advogados afirmando que o nomeado não era qualificado. Mesmo assim, os Democratas controlavam o Senado e confirmaram Brandeis. Taft e Roosevelt permaneceram amargurados; eles encontraram-se apenas uma vez nos primeiros três anos da presidência de Wilson durante um funeral em Yale. Os dois conversaram apenas por um momento, educadamente mas formalmente.
Como presidente da Liga para Reforçar a Paz, Taft esperava impedir guerras através de uma associação internacional de nações. Ele enviou uma carta a Wilson em 1915 durante a Primeira Guerra Mundial apoiando a política externa norte-americana. O presidente aceitou o convite para discursar diante da liga, falando em maio de 1916 sobre uma organização internacional pós-guerra que poderia impedir uma repetição do que estava sendo visto. Taft apoiou o esforço para fazer Hughes renunciar de seu posto de associado de justiça e aceitar a indicação Republicana na eleição presidencial de 1916. Quanto isto foi feito, Hughes tentou fazer com que Taft e Roosevelt se reconciliassem como um fronte unido a fim de derrotar Wilson. Isto ocorreu em Nova Iorque em 3 de outubro, porém Roosevelt permitiu apenas um aperto de mão e nenhuma palavra foi dita. Isto foi uma das várias dificuldades que os Republicanos enfrentaram na campanha, com Wilson sendo reeleito por uma pequena margem.
Taft foi um apoiador entusiasmado quando Wilson pediu que o Congresso declarasse guerra contra o Império Alemão; ele foi presidente do comitê executivo da Cruz Vermelha Americana, algo que ocupou grande parte de seu tempo. Ele tirou licença de Yale para poder ser co-presidente do Conselho do Esforço de Guerra Nacional encarregado de garantir a paz industrial. William H. Hays, o novo presidente do Congresso Nacional Republicano, abordou Taft em fevereiro de 1918 procurando uma reconciliação deste com Roosevelt. Taft estava em Chicago em maio no Hotel Blackstone, descobrindo que Roosevelt e colegas estavam jantando no mesmo local e decidiu encontrá-los. Os dois se abraçaram em meio a aplausos de todos os presentes, porém a nova relação não passou de simpatia antes da morte de Roosevelt em janeiro de 1919. Taft depois escreveu: "Caso ele tivesse morrido em estado mental hostil contra mim, eu teria lamentado o fato por toda minha vida. Eu o amei sempre e valorizo sua memória".
O ex-presidente expressou seu apoio público quando Wilson propôs o estabelecimento da Liga das Nações, com a escritura desta sendo parte do Tratado de Versalhes que encerrou a Primeira Guerra. Ele diferia em visão com seu partido, cujos senadores não estavam inclinados a ratificar o tratado. Seu subsequente vai e volta sobre a questão se ressalvas deveriam ser parte do tratado enfureceram os dos partidos, destruindo qualquer influência restante que ainda tinha com o governo Wilson e causando alguns Republicanos a lhe acusarem de ser um apoiador Democrata e um traidor do partido. O Senado recusou-se a ratificar o Tratado de Versalhes.

## Juiz-Chefe

### Nomeação

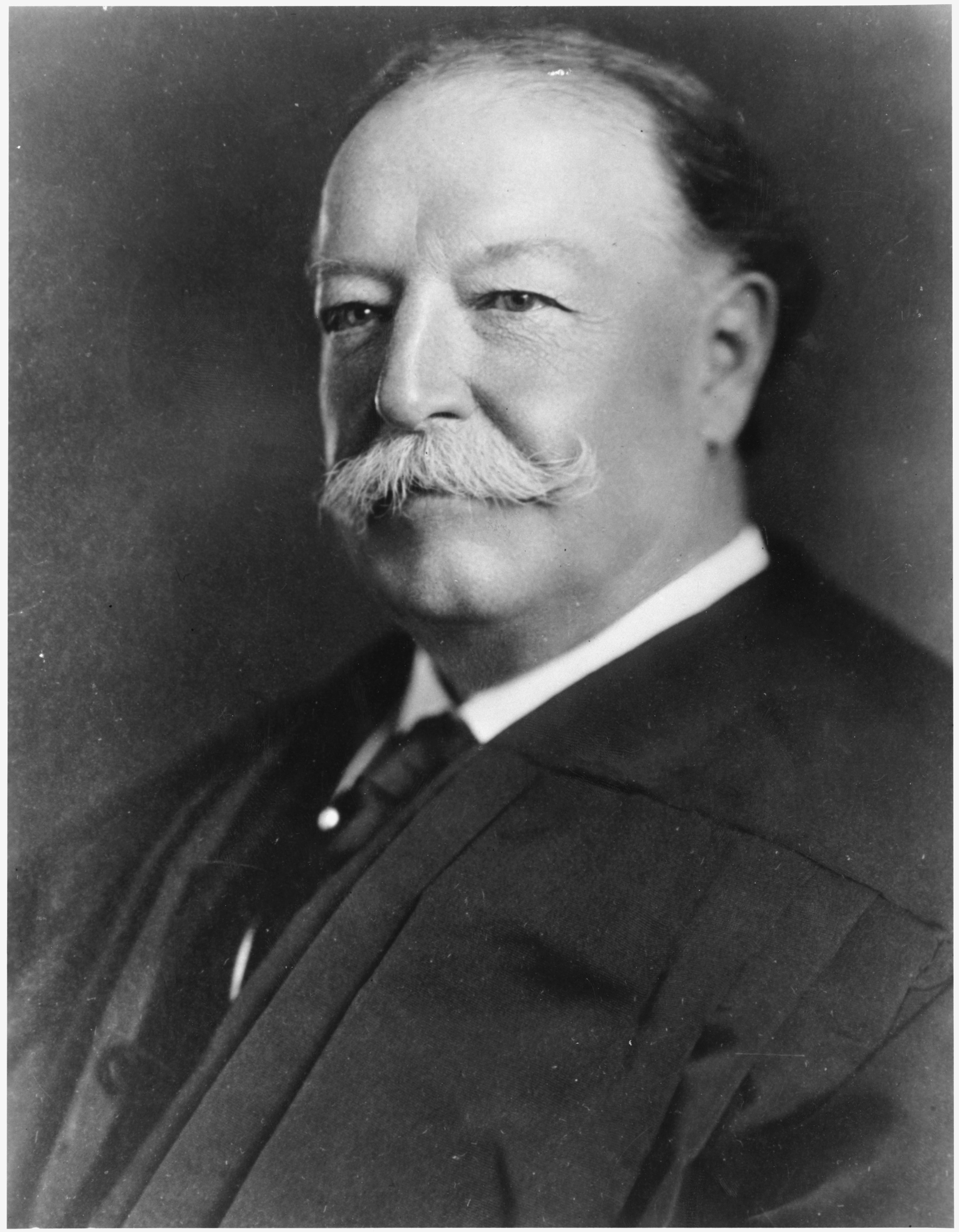
Taft c. 1921.

Taft apoiou a chapa Republicana durante a eleição presidencial de 1920, formanda pelo então senador Harding e Calvin Coolidge, o governador de Massachusetts; eles foram eleitos. Taft esteve entre aqueles que foram chamados para a casa do presidente-eleito em Marion, Ohio, para aconselhá-lo sobre nomeações, com os dois homens conversando em 24 de dezembro de 1920. Segundo o relato de Taft, após algumas conversas, Harding lhe perguntou casualmente se ele aceitaria uma possível nomeação para a Suprema Corte, porque caso positivo, o presidente lhe colocaria lá. Taft tinha apenas uma condição: tendo sido presidente, nomeado dois dos então associados de justiça e sendo contra Brandeis, ele só poderia aceitar a vaga caso fosse a vaga de Juiz-Chefe. Harding não respondeu e Taft depois reiterou a condição em um bilhete de agradecimento, dizendo que Edward Douglass White muitas vezes tinha lhe falado que estava mantendo a posição para o ex-presidente até um Republicano ocupar a Casa Branca. Taft ouviu em janeiro de 1921 por meio de intermediários que Harding planejava nomeá-lo para a posição caso tivesse a chance.
White na época estava com a saúde piorando, porém não fez nenhuma movimentação para aposentar-se quando Harding tomou posse em 4 de março de 1921. Taft conversou com o Juiz-Chefe em 26 de março, encontrando-o doente mas ainda assim realizando suas funções e não falando sobre aposentar-se. White não se aposentou e acabou morrendo no cargo em 19 de maio. Taft publicou uma homenagem ao homem que havia nomeado para o cargo, esperando em preocupação sobre se seria seu sucessor. Harding não fez nenhum anúncio rápido apesar das amplas especulações que o ex-presidente seria o escolhido. Taft estava trabalhando nos bastidores por si mesmo, especialmente junto com os políticos de Ohio que formavam o círculo próximo do presidente.
Descobriu-se que Harding também tinha prometido uma vaga na Suprema Corte para o senador George Sutherland de Utah, estando esperando em expectativa que outra vaga se abrisse. O presidente também estava considerando uma proposta do associado de justiça William R. Day de coroar sua carreira ao ser Juiz-Chefe por seis meses antes de aposentar-se. Taft descobriu sobre esse plano e achou que uma nomeação tão curta não serviria bem ao cargo, além de que a memória de Day ficaria no escuro caso ele fosse confirmado pelo Senado. Harding rejeitou esse plano e seu procurador-geral Harry M. Daugherty, um apoiador de Taft, insistiu para que ele preenchesse a vacância, com o presidente finalmente nomeando Taft em 30 de junho de 1921. O Senado confirmou a nomeação no mesmo dia por 61 votos contra quatro, sem nenhuma audiência e após um breve debate em sessão executiva. Taft teve a objeção de três Republicanos progressistas e um Democrata sulista. Ele foi empossado no cargo em 11 de julho, tornando-se a primeira e até hoje única pessoa na história dos Estados Unidos a ocupar tanto o cargo de presidente quanto de Juiz-Chefe.

### Linha do tempo
Nomeação de McKinley Nomeação de Roosevelt Nomeação de Taft Nomeação de Wilson Nomeação de Harding Nomeação de Coolidge

### Jurisprudência

#### Comércio
A Suprema Corte sob Taft compilou um histórico conservador na jurisprudência da Cláusula do Comércio. Isto teve o efeito prático de dificultar que o governo federal regulasse a indústria, com a corte também derrubando muitas leis estaduais. Os poucos liberais da corte – Brandeis, Oliver Wendell Holmes, Jr. e Harlan F. Stone a partir de 1925 – às vezes protestavam acreditando que um progresso ordenado era essencial, porém frequentemente juntavam-se à opinião da maioria.
A corte sob White tinha derrubado em 1918 uma tentativa do Congresso de regular o trabalho infantil no caso Hammer v. Dagenhart. Dessa forma o Congresso tentou acabar com o trabalho infantil ao instaurar impostos em certas companhias que contratavam crianças. Esta lei foi derrubada em 1922 pela Suprema Corte em Bailey v. Cia. de Mobílias Drexel, com Taft escrevendo a opinião para uma maioria de oito votos contra um. Ele manteve que o imposto não tinha a intenção de levantar rendas, mas sim tentar regular questões reservadas aos estados através da Décima Emenda da Constituição, além de que a permissão de tal imposto eliminaria os poderes estaduais. Um caso em que Taft e seus colegas mantiveram uma regulamentação federal foi Stafford v. Wallace. O Juiz-Chefe determinou com uma maioria de sete a um de que o processamento de animais em currais estava muito relacionado com o comércio interestadual, dessa forma estando no âmbito do poder do Congresso para regulá-lo.
Um caso em que a Suprema Corte derrubou uma regulamentação que gerou uma dissidência por parte do Juiz-Chefe foi Adkins v. Hospital Infantil de 1923. O Congresso tinha diminuído o salário-mínimo para mulheres no Distrito de Colúmbia. Uma maioria de cinco contra três na Suprema Corte derrubou essa decisão. O associado de justiça George Sutherland escreveu a opinião que a recém ratificada Décima Nona Emenda, garantindo direito de voto às mulheres, significava que os sexos eram iguais quando o assunto era barganhar poder sobre condições de trabalho; Taft considerava isso irrealista. Sua dissidência no caso foi rara por ter sido uma das poucas ocasiões em que ficou com a minoria e também porque foi uma das poucas vezes em que ele teve uma visão expansiva do poder de polícia do governo.

#### Governo

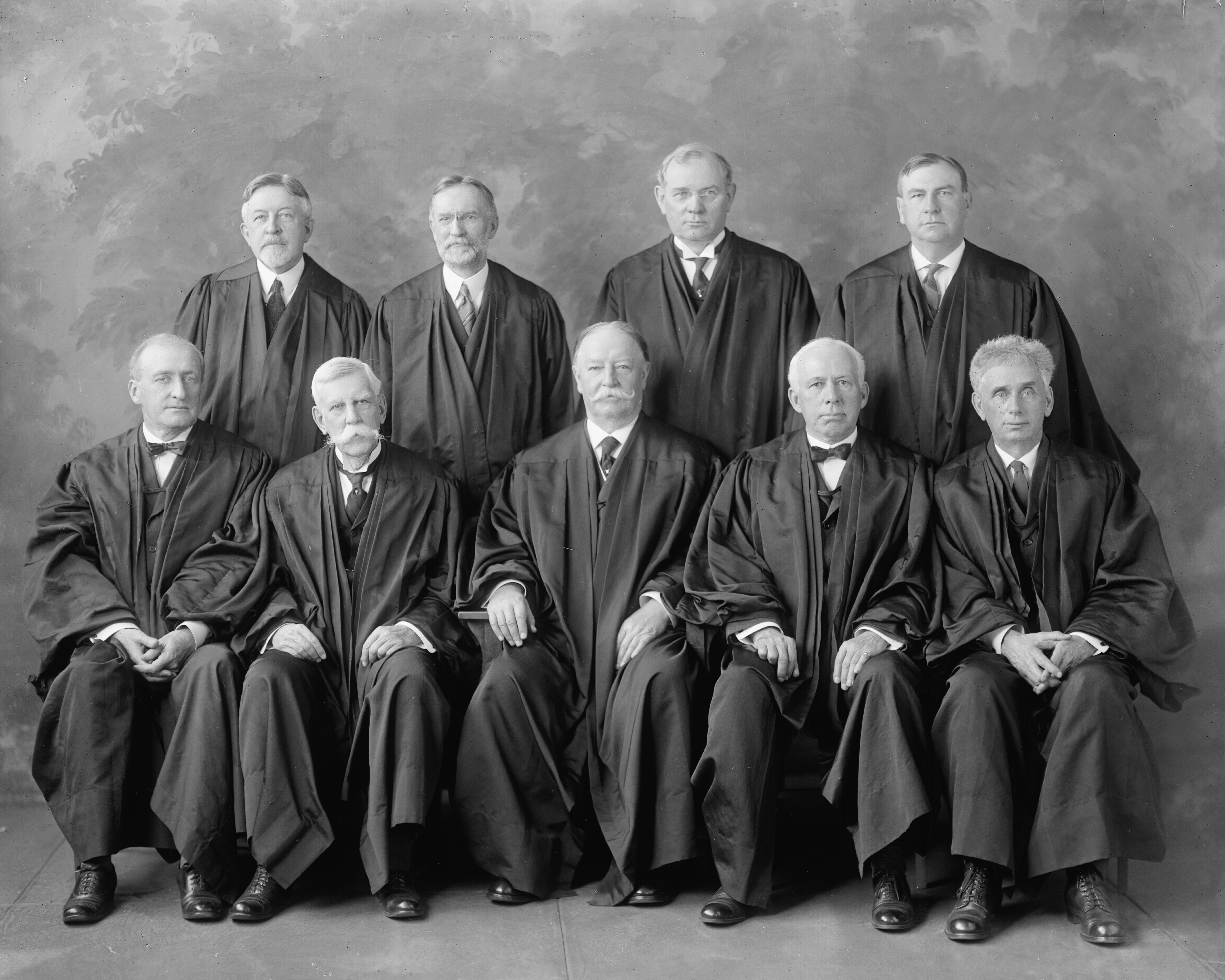
A Suprema Corte em 1925. Em pé: Sanford, Sutherland, Pierce e Stone. Sentados: McReynolds, Holmes, Taft, Van Devanter e Brandeis.

Taft determinou uma decisão unânime em 1922 no caso Balzac v. Porto Rico. Este envolvia um editor de jornal de Porto Rico que estava sendo acusado de difamação mas que lhe fora negado um julgamento com júri, uma proteção garantida pela Sexta Emenda da Constituição. Taft teve a opinião de que já que Porto Rico não era um território designado para tornar-se um estado, as proteções constitucionais decretadas pelo Congresso não se aplicavam a seus cidadãos.
Taft escreveu em 1926 por uma maioria de seis contra três em Myers v. Estados Unidos que o Congresso não poderia exigir que o presidente conseguisse a aprovação do Senado antes de remover algum nomeado. O Juiz-Chefe salientou que não existem restrições na Constituição sobre o poder do presidente para remover funcionários públicos. Apesar do caso envolver a remoção de um diretor dos correios, a opinião de Taft afirmava que o anulado Decreto de Mandato de Cargo era inválido por violar aquilo pelo qual o presidente Andrew Johnson tinha sofrido um processo de impeachment, mesmo que depois inocentado pelo Senado. Taft considerou Myers v. Estados Unidos como sua opinião mais importante.
No ano seguinte a corte decidiu o caso McGrain v. Daugherty. Um comitê do Congresso investigando a possível cumplicidade do ex-procurador-geral Harry M. Daugherty no escândalo de Teapot Dome intimou a apresentação de registros de Mally Daugherty, seu irmão, que se recusou a entregá-los, alegando que o Congresso não tinha poderes para obter documentos dele. Van Devanter determinou por uma corte unânime contra Daugherty, afirmando que o Congresso tinha a autoridade de realizar investigações como um auxiliar da sua função legislativa.

#### Direitos
A Suprema Corte estabeleceu em 1925 as fundações para a incorporação de muitas das garantias da Declaração dos Direitos aplicadas contra os estados pela Décima Quarta Emenda. A corte com Taft na maioria votou seis contra dois em Gitlow v. Nova Iorque, mantendo a condenação de Benjamin Gitlow sob acusações de anarquia criminal por ter defendido a derrubada do governo; sua defesa baseava-se na liberdade de expressão. O associado de justiça Edward Terry Sanford escreveu a opinião que tanto a maioria quanto a minoria presumiram que as cláusulas de liberdade de expressão e liberdade de imprensa na Primeira Emenda estavam protegidas contra violação pelos estados.
Pierce v. Sociedade das Irmãs foi uma decisão de 1925 derrubando uma lei de Oregon banindo escolas particulares. Em uma decisão escrita pelo associado de justiça James Clark McReynolds, a corte de forma unânime julgou que o estado de Oregon poderia regulamentar escolas particulares, mas não eliminá-las. O resultado apoiou o direito dos pais de controlar a educação de seus filhos, porém também foi um golpe contra liberdade religiosa já que o reclamante principal administrava escolas católicas.
Estados Unidos v. Lanza de 1922 foi um de uma série de casos envolvendo lei seca. Vito Lanza tinha cometido atos supostamente violando tanto leis federais quanto estaduais, sendo inicialmente condenado por um tribunal estadual de Washington e depois processado em uma corte distrital federal. Ele alegou que segunda acusação era uma violação da Cláusula da Dupla Penalização presente na Quinta Emenda. Taft e todos os associados de justiça permitiram a segunda acusação, afirmando que os governos estadual e federal era duas soberanias, cada uma empoderada para processar a conduta em questão.

### Administração
Taft usou o poder de sua posição a fim de influenciar as decisões de seus colegas, sempre pedindo unanimidade e desencorajando dissidências. Alpheus Mason, em seu artigo sobre Taft como Juiz-Chefe, contrastou a visão expansiva que Taft tinha do cargo de Juiz-Chefe com sua visão restrita do poder presidencial enquanto era presidente. Ele não tinha problema nenhum em fazer com que suas opiniões sobre possíveis nomeações para tribunais chegassem na Casa Branca, ficando irritado por ser criticado pela imprensa. Ele inicialmente era um grande apoiador de Calvin Coolidge após a morte de Harding em 1923, porém ficou desiludido pelas nomeações do novo presidente para o gabinete e tribunais federais; Taft tinha ressalvas semelhantes com Herbert Hoover, o sucessor de Coolidge. O Juiz-Chefe aconselhou os presidentes no cargo para que evitassem nomeações "de fora" como Brandeis e Holmes. Mesmo assim, Taft estava escrevendo em 1923 sobre estar gostando de Brandeis, quem ele considerava um trabalhador dedicado, e que Holmes lhe acompanhava caminhando para o trabalho até que a idade e saúde necessitaram do uso de um carro.
Ele acreditava que o Juiz-Chefe deveria ser responsável pelos tribunais federais, dessa forma sentindo que deveria ter uma equipe administrativa ao seu redor com o objetivo de auxiliá-lo, além disso achando que o Juiz-Chefe deveria ter o poder de temporariamente redesignar juízes. Taft também tinha a opinião que os tribunais federais eram maus administrados. Muitos dos tribunais mais baixos tinham enormes acúmulos de casos, assim como a Suprema Corte. Ele imediatamente após assumir o cargo fez uma prioridade falar com o procurador-geral sobre novas legislações, expondo suas opiniões diante de audiências do Congresso, em jornais locais e em discursos ao redor do país. Um projeto de lei apresentado em dezembro de 1921 propunha a criação de 24 novas vagas de juízes, o empoderamento do Juiz-Chefe para redesignar juízes temporariamente a fim de eliminar atrasos e que ele fosse o presidente de um órgão constituído dos juízes de apelação seniores de cada circuito. O Congresso fez objeção à certos aspectos, forçando Taft a conseguir o acordo do juiz sênior de cada circuito antes de redesignar um juiz, mas o projeto foi aprovado em setembro de 1922 e a Conferência Judicial dos Juízes de Circuito Seniores realizou seu primeiro encontro em dezembro seguinte.
O cadastro da Suprema Corte estava congestionado, inchado por guerras de litígio e leis que permitiam que alguém derrotado no tribunal de apelações poderia ter seu caso decidido na corte máxima do país se uma questão constitucional estivesse de alguma forma envolvida. Taft acreditava que uma apelação deveria geralmente ser resolvida pelos tribunais de circuito, com apenas casos de grande importância sendo decidido pelos associados de justiça. Ele e seus colegas propuseram uma legislação para otimizar o cadastro discricionário da Suprema Corte, com os casos recebendo consideração total pelos associados de justiça apenas se recebessem um mandato certiorari. O Congresso demorou três anos para analisar a questão, para a frustração de Taft. Ele e outros membros da Suprema Corte defenderam o projeto de lei no Congresso e o Decreto Judiciário tornou-se lei em fevereiro de 1925. Taft conseguiu mostrar no final do ano seguinte que o cadastro já estava diminuindo.
A Suprema Corte não tinha seu próprio edifício quando Taft tornou-se Juiz-Chefe, em vez disso realizando suas funções dentro do próprio Capitólio. Seus escritórios eram desordenados e superlotados, porém tanto Fuller quanto White tinham enfrentado oposição acerca de propostas para transferir a corte para seu próprio edifício. Taft começou em 1925 uma nova luta para conseguir um prédio próprio, com o Congresso dois anos depois finalmente apropriando dinheiro para a compra de um terreno no lado sul do Capitólio. O arquiteto Cass Gilbert tinha preparado planos para o edifício e foi contratado pelo governo para trabalhar no projeto. Taft esperava viver o bastante para poder ver o novo prédio pronto, porém este só foi completado em 1935, cinco anos após sua morte.

## Saúde e morte

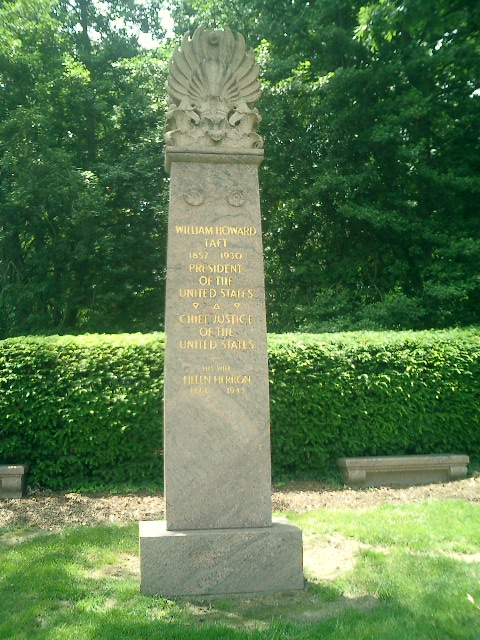
Túmulo de Taft e Nellie no Cemitério Nacional de Arlington.

Taft é lembrado como o presidente mais pesado da história; ele tinha 1,80 metros de altura e pesava entre 152 e 154 quilogramas ao final de sua presidência, porém este número posteriormente caiu, com ele chegando a pesar 111 quilogramas em 1929. A saúde de Taft estava começando a piorar pela época que se tornou Juiz-Chefe, dessa forma ele planejou cuidadosamente um regime, andando os quase cinco quilômetros entre sua casa e o Capitólio todos os dias. Ele também voltava andando e geralmente ia pela Avenida Connecticut; o cruzamento sobre a Angra da Rocha que ele frequentemente passava foi postumamente nomeado de Ponte William Howard Taft.
Taft recitou incorretamente parte do juramento de posse durante a cerimônia de posse de Herbert Hoover em 4 de março de 1929, mais tarde escrevendo que "minha memória não é sempre precisa e às vezes torna-se incerta", citando erroneamente o juramento outra vez na carta, desta vez diferente. Sua saúde piorou gradualmente durante seu período como Juiz-Chefe, escrevendo em 1929 que "Estou mais velho e mais lento e menos perspicaz e mais confuso. Entretanto, enquanto as coisas continuarem como estão, e eu for capaz de atender ao meu lugar, devo permanecer na corte para impedir que os Bolcheviques tomem o controle".
Taft insistiu em ir a Cincinnati a fim de comparecer ao funeral de seu irmão Charles, que tinha morrido em 31 de dezembro de 1929; a tensão da viagem não melhorou sua saúde. A Suprema Corte voltou do recesso de final de ano em 6 de janeiro de 1930, porém ele não tinha retornado até Washington e duas opiniões foram feitas por Van Devanter baseadas em rascunhos que Taft fora incapaz de completar por causa de sua saúde. O Juiz-Chefe foi para Asheville na Carolina do Norte com o objetivo de descansar, porém ele mal podia falar e estava sofrendo de alucinações ao final de janeiro. Taft temia que Stone fosse nomeado Juiz-Chefe, não renunciando até receber garantias de Hoover que Hughes seria o escolhido. Ele renunciou em 3 de fevereiro e retornou para a capital, porém mal tinha forças para responder uma carta de homenagem assinada pelos oito associados de justiça. William Howard Taft morreu em sua casa em Washington, D.C. no dia 8 de março de 1930.
Ele foi enterrado no dia 11 de março no Cemitério Nacional de Arlington, o primeiro presidente dos Estados Unidos e primeiro membro da Suprema Corte a ser sepultado no local. James Earle Fraser esculpiu o marcador do túmulo com granito vindo de Connecticut.

## Legado

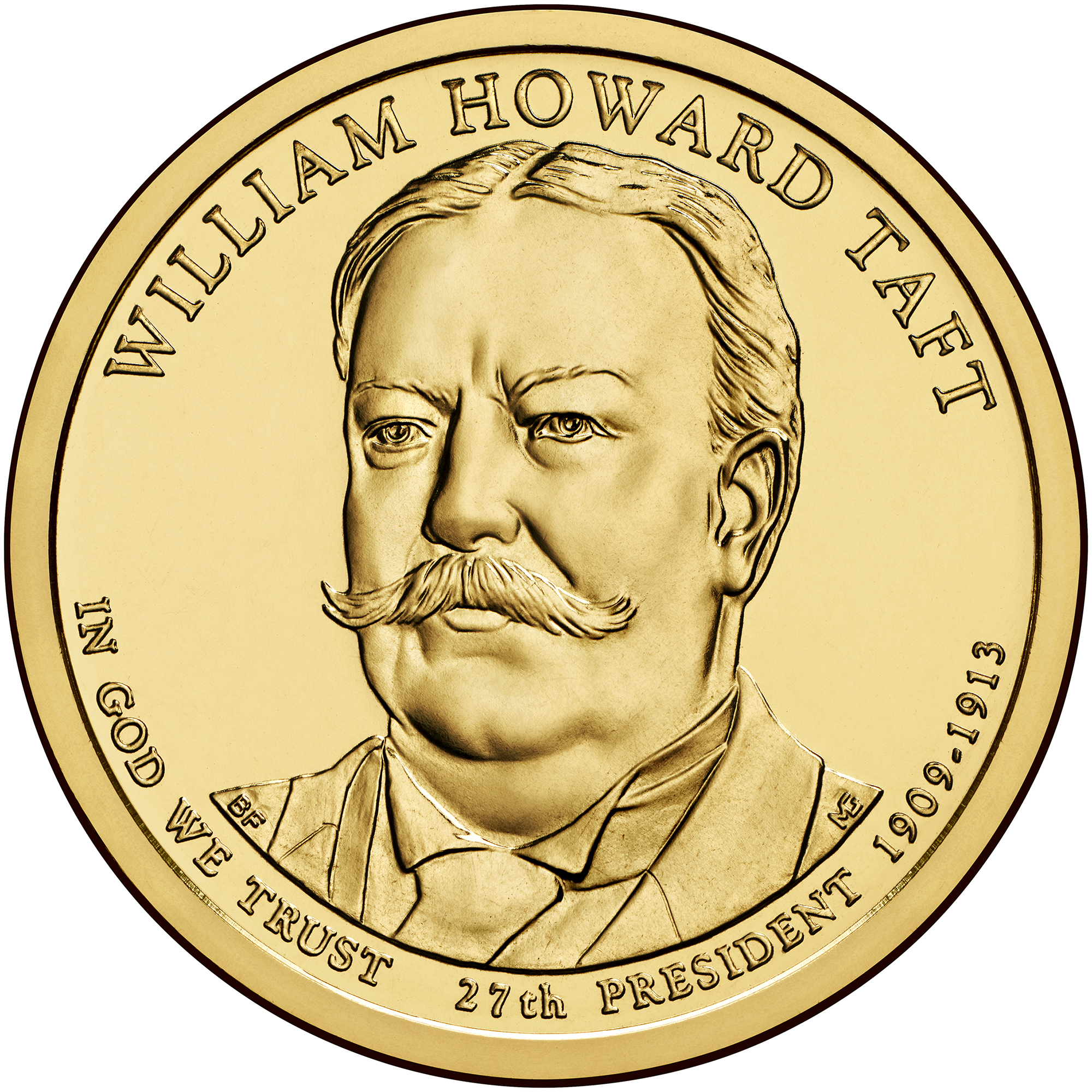
Moeda de um dólar com o busto de Taft no Programa Presidencial da Casa da Moeda dos Estados Unidos.

O biógrafo Jonathan Lurie argumenta que Taft não recebeu o crédito público que deveria por sua políticas e realizações como presidente. Poucos trustes tinham sido quebrados sob o governo Roosevelt apesar dos processos terem chamado muita atenção da mídia. Taft, por sua vez bem mais discreto, iniciou muito mais casos e rejeitou a opinião de seu predecessor de que existia algo como um "bom" truste. Esta falta de faro manchou sua presidência; de acordo com Lurie, Taft "era entediante – honesto e simpático, mas entediante". Scott Bomboy do Centro Nacional da Constituição escreveu que apesar de ser "um dos presidentes mais interessantes, intelectuais e versáteis ... um Juiz-Chefe dos Estados Unidos, um lutador em Yale, um reformista, um ativista da paz e um fã de basebol ... hoje, Taft é mais lembrado como o presidente que era tão grande que ficou preso em uma banheira da Casa Branca", uma história falsa. Taft similarmente permanece conhecido pelo público por outra característica física: o último presidente com pelos faciais.
Alpheus Thomas Mason afirmou que os anos de Taft na Casa Branca foram "sem distinção". Paolo Enrico Coletta considerou que ele teve um bom histórico na aprovação de projetos de lei no Congresso, porém achou que poderia ter alcançado mais com habilidade política. Donald F. Anderson salientou que o serviço federal pré-presidencial de Taft fora inteiramente em cargos nomeados e que ele nunca precisou concorrer para uma importante posição política executiva ou legislativa, algo que lhe teria ajudado a desenvolver habilidades para manipular a opinião pública, "a presidência não é lugar de treinamento no trabalho". Coletta também escreveu que "em tempos conturbados em que as pessoas exigiam mudanças progressistas, ele via a ordem existente como boa".
Taft inevitavelmente é ligado a Roosevelt, geralmente ficando na sombra de seu extravagante predecessor que lhe escolheu para a presidência e depois a tirou. Mesmo assim, é incompleto um retrato de Taft como uma vítima de traição por parte de seu melhor amigo; segundo Coletta: "Era ele um pobre político por ter sido vitimizado ou porque lhe faltou previsão e imaginação para perceber a tempestade que se preparava no céu político até que ela chegou e lhe inundou?". Roosevelt era adepto de usar as alavancas do poder de maneiras que seu sucessor não podia, geralmente conseguindo aquilo que era politicamente possível em uma situação. Taft muitas vezes demorava para agir e quando o fazia, suas ações frequentemente geravam inimigos como no caso Ballinger–Pinchot. Roosevelt era habilidoso para conseguir cobertura positiva nos jornais, já Taft tinha uma reticência de juiz em falar com repórteres, com jornalistas hostis suprindo a demanda criada pela falta de comentários vindos da Casa Branca ao usarem citações dos oponentes do presidente. Foi Roosevelt quem gravou na memória do público a imagem de Taft como uma figura semelhante a James Buchanan, com uma visão restrita da presidência que lhe fez indisposto a agir pelo bem público. Anderson salientou que a autobiografia de Roosevelt foi publicada depois de ambos deixarem a presidência e tinha a intenção de justificar sua saída do Partido Republicano, não contendo uma única referência positiva ao homem que havia admirado e escolhido pessoalmente como sucessor. Apesar de Roosevelt ser tendencioso, ele não estava sozinho: todos os grandes repórteres de jornal da época que deixaram reminiscências sobre Taft foram bem críticos. Ele respondeu às críticas de seu predecessor ao escrever seu tratado constitucional sobre os poderes do presidente.
Taft estava convencido que seria redimido pela história. Ele estimou ao deixar o cargo estar no meio dos presidentes norte-americanos em grandeza, com a maioria das avaliações subsequentes feitas por historiadores mantendo esse veredito. Coletta comentou que isso coloca Taft em boa companhia, junto com James Madison, John Quincy Adams e McKinley. Lurie catalogou as inovações progressistas que ocorreram em seu período na presidência, argumentando que historiadores as esqueceram pois Taft não era um grande orador ou escritor político. Segundo Louis L. Gould, "os clichês sobre o peso de Taft, sua malignidade na Casa Branca e seu pensamento e doutrina conservadores têm um elemento de verdade, porém falham em fazer justiça a um comentarista perspicaz da cena política, um homem de ambição consumável e um praticamente engenhoso das políticas internas de seu partido". Anderson considerou o sucesso de Taft em tornar-se presidente e Juiz-Chefe como "um feito espantoso das políticas internas judiciais e do Partido Republicano, jogada ao longo dos anos, algo improvável de vermos novamente na história Americana".
Ele foi considerado um dos melhores chefes de justiça da história; o associado de justiça Antonin Scalia comentou que isso se deu "não tanto baseado em suas opiniões, talvez porque muitas foram de encontro ao curso da história". O Juiz-Chefe Earl Warren concordou: "No caso de Taft, o símbolo, o rótulo, o selo geralmente ligado a ele é 'conservador'. Certamente não é um termo por si só opróbrio mesmo quando usado pelos críticos, mas seu uso é frequentemente confundido com 'reacionário'". A maioria dos comentaristas concordam que a contribuição mais significante de Taft como Juiz-Chefe foi sua defesa da reforma da Suprema Corte, pedindo e por fim conseguindo melhorar os processos e instalações da corte. Mason citou a aprovação do Decreto Judicial de 1925 como a maior realização de Taft no cargo. Anderson acredita que como Juiz-Chefe, ele "foi tão agressivo na procura de seus objetivos na esfera judicial quanto Theodore Roosevelt fora na presidencial".
A casa em Cincinnati em que Taft nasceu e viveu enquanto criança hoje faz parte do Registro Nacional de Lugares Históricos. Seu filho Robert A. Taft foi uma importante figura política, tornando-se Líder da Maioria no Senado e um dos principais concorrentes a indicação Republicana para presidente em três ocasiões. Robert também era um conservador e em todas as ocasiões foi derrotado por um candidato apoiado pela ala mais liberal do partido.
Lurie concluiu seu relato da carreira de William Howard Taft escrevendo:
| “ | Enquanto as fabulosas cerejeiras em Washington representam um monumento adequado a Nellie Taft, não existem memoriais para seu marido, exceto talvez a magnífica casa de sua Corte – uma para a qual ele planejou ansiosamente. Porém morreu antes das fundações da estrutura terem sido estabelecidas. Enquanto reagia à sua esmagadora derrota para reeleição em 1912, Taft tinha escrito que 'Eu devo esperar por anos se quiser ser redimido pelas pessoas ... Estou contente em esperar'. Talvez ele tenha esperado tempo o bastante. | ” |